# The Who
The Who – angielski zespół rockowy założony w 1964 roku w Londynie, związany z subkulturą modsów i swingującym Londynem, a częściowo także z ruchem hippisowskim oraz protopunkiem.
Grupa uchodzi za jedną z najbardziej wpływowych formacji rockowych; obok The Beatles, The Kinks oraz The Rolling Stones zaliczana bywa do wielkiej czwórki tzw. „brytyjskiej inwazji”. Często określana mianem „jednego z najbardziej żywiołowych oraz intensywnych zespołów w historii rocka” (one of the most turbulent and intense acts in the genre’s history). Zwłaszcza we wczesnych latach działalności muzyka The Who uznawana była za najgłośniejszy oraz najbardziej buntowniczy spośród ówczesnych aktów muzycznych, tym samym wyznaczając standardy dla późniejszej sceny hardrockowej oraz punkowej. Twórczość The Who wprowadziła również muzykę rockową na pułap ważnego społecznie medium, w którym wyrażał się głos pokolenia.
Klasyczny skład grupy (1964–1978) współtworzyli Pete Townshend, Roger Daltrey, Keith Moon i John Entwistle. Od lat 80. rolę perkusisty pełnił Kenney Jones, wcześniej członek zespołu Small Faces. Muzyka grupy The Who słynęła z zamiłowania do eksperymentowania brzmieniem. Przypisuje jej się prekursorstwo względem szeregu gatunków, takich jak punk rock, hard rock, rock stadionowy, synth pop, power pop, art rock, rock garażowy, opera rockowa, rock koncepcyjny, rock albumowy, brit pop, rock alternatywny, new wave, meta-rock, a nawet rock eksperymentalny oraz doom metal. Pionierski wkład The Who w muzykę rockową obejmował również świadome korzystanie ze gitarowego sprzężenia zwrotnego (zwłaszcza podczas koncertów na żywo), wprowadzenie power chordów, użycie wzmacniaczy Marshalla oraz syntezatorowej kompozycji algorytmowej (m.in. Baba O’Riley, Won’t Get Fooled Again, Eminence Front czy I’ve Known No War).
Sławę przyniosła zespołowi pochodząca z debiutanckiego albumu piosenka My Generation (1965), która dzięki frazie: „mam nadzieję, że umrę zanim się zestarzeję” (I hope I’ll die before get old), stała się jednym z hymnów młodzieży kontrkulturowej, a później także punktem odniesienia dla artystów punkowych. Dalsze losy grupy wiązały się ze środowiskiem londyńskiej cyganerii pop artowej. Czołowym osiągnięciem The Who okazał się jednak hardrockowy album Who’s Next (1971) oraz dwie opery rockowe, Tommy (1969) i Quadrophenia (1973), które snują opowieść o zbuntowanym młodym indywidualiście poszukującym sensu życia. Piętno na refleksyjnych piosenkach grupy odcisnęły poszukiwania duchowe Pete’a Townshenda, w tym zwłaszcza jego fascynacja rozmaitymi wariantami filozofii Wschodu, chrześcijańską mistyką oraz sufizmem. Townshenda zalicza się przy tym do grona najbardziej utalentowanych tekściarzy rockowych.
Słynne stały się również koncerty The Who, które dzięki wprowadzeniu „kontrolowanego chaosu”, zostały uznane za muzyczny odpowiednik sztuki awangardowej spod znaku Jacksona Pollocka. Występy na żywo częstokroć kończyły się destrukcją instrumentów oraz sprzętu nagłaśniającego, co miało obrazować frustrację powojennego pokolenia, a później także dekonstrukcję popu, wpisując się w koncepcję „sztuki destrukcji” (art of destruction). Pierwszy album koncertowy grupy, Live at Leeds, przez wielu krytyków muzycznych określany jest jako najlepszy albumowy zapis występu na żywo w historii klasycznego rocka. Okazał się on prekursorski względem heavy metalu spod znaku Led Zeppelin, Deep Purple oraz Van Halen, jak również punk rocka w wykonaniu Sex Pistols, The Clash czy The Stooges.
Do historii przeszedł również występ zespołu na Festiwalu w Monterey w 1967 roku oraz na Festiwalu w Woodstock w 1969 roku. Zarówno te, jak i późniejsze występy przyczyniły się do opinii The Who jako jednego z najlepszych zespołów grających na żywo.

## Powstanie i skład grupy
Roger Daltrey stwierdził po latach:
Nigdy nie przestanie mnie zadziwiać, jak czwórka młodych durniów, którymi bez wątpienia byliśmy w tamtym czasie, mających na dokładkę tak niepasujące do siebie osobowości, zdołała stworzyć wspólnie zespół.
Wspomniane personalne różnice dzielące muzyków były przez lata działalności The Who przyczyną głośnych konfliktów wewnątrz grupy, jak również specyficznej koncepcji, zgodnie z którą każdy członek pełnił rolę frontamana. Dzięki temu udało się także uzyskać charakterystyczny dla tej formacji „kontrolowany nieład” oraz „sceniczny huragan”.
Grupa wywodzi się z grającego covery rhythm and bluesowe zespołu The Detours, który w 1961 roku założył Roger Daltrey. Formacja zwróciła na siebie uwagę głównie własną kompozycją Zoot Suit zaczynającą się od słów: „Jestem najbardziej hippie gościem w mieście i zaraz powiem ci dlaczego” (I’m the hippiest number in town and I’ll tell you why). W 1964 roku grupa, w uformowanym już stałym składzie, zmieniła nazwę na High Numbers, wydając jeden singel, później pojawiły się propozycje przemianowania zespołu na The Hair (jeszcze przed powstaniem musicalu Hair), aby w ten sposób przyciągnąć młodzież hippisowską. Ciekawostkę stanowi fakt, że jednym z pomysłów na nazwę grupy był Led Zeppelin. Nieco później terminu tego użył Keith Moon na określenie nowej supergrupy, którą Jimmy Page chciał pierwotnie założyć razem z perkusistą The Who oraz Jeffem Beckiem.
Ostatecznie muzycy zmienili nazwę na The Who, zaczęli grać własny repertuar i wyrabiać własny styl sceniczny. Uznaje się, że wizerunki, styl ubioru oraz zachowania muzyków wywarły znaczny wpływ na późniejsze generacje artystów rockowych. Podobnie jak Cream ukształtował formułę „power trio”, tak The Who wyznaczył standard kwartetów złożonych z ekspresyjnego gitarzysty i lidera, mocnego i krzykliwego wokalisty, ekstatycznego perkusisty oraz wyważonego, dążącego do perfekcji basisty.

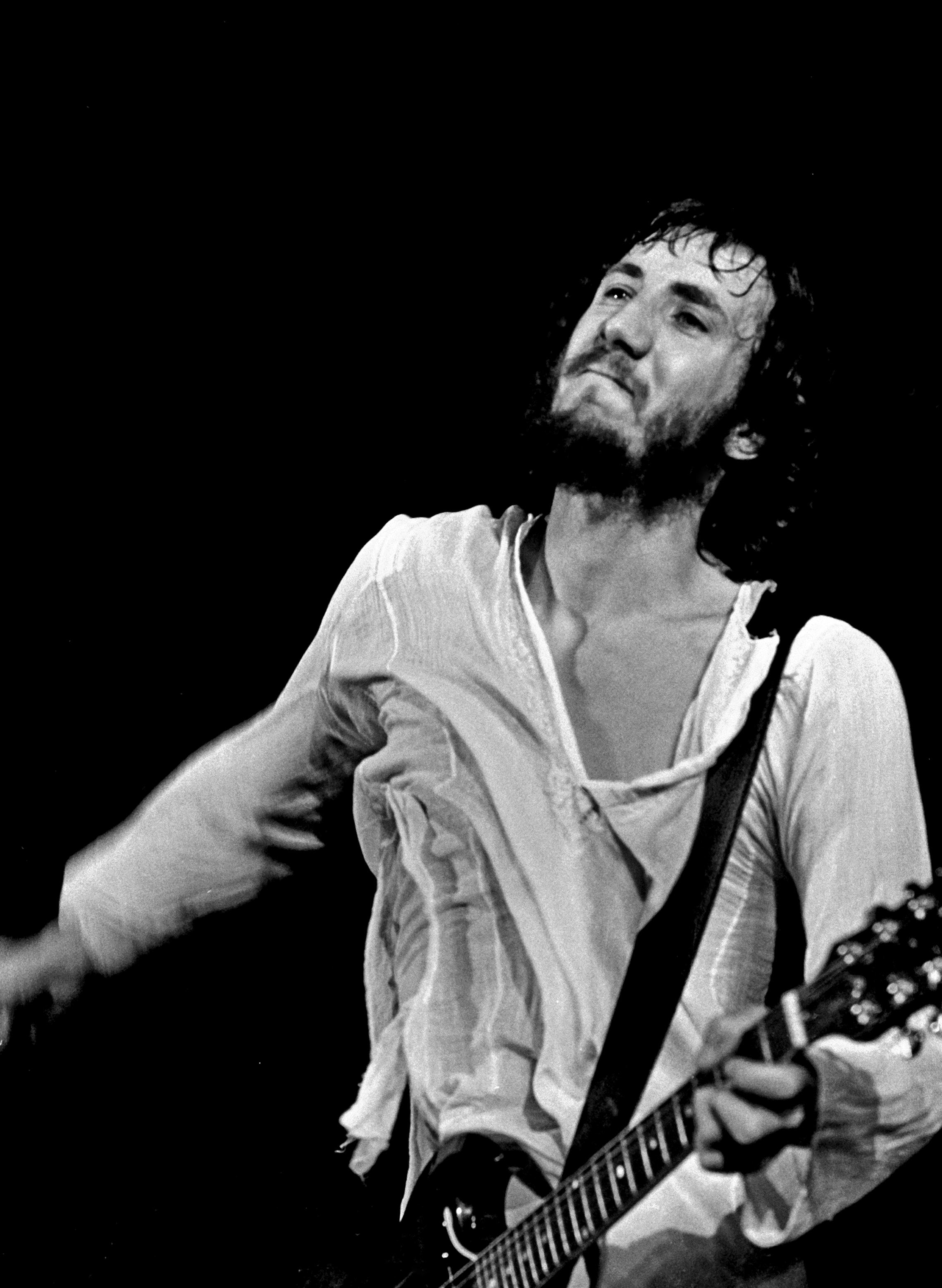
Pete Townshend zwany birdmanem grupy. Zdjęcie z koncertu na Ernst-Merck-Halle, w Hamburgu, sierpień 1972 roku

### Pete Townshend
Za lidera grupy uważany jest zazwyczaj Pete Townshend, kompozytor, tekściarz i gitarzysta, którego unikalna technika „wiatraka” (uderzania akordów ręką obracającą się na podobieństwo wiatraka) wzbudzała uznanie publiczności. Jako absolwent szkoły artystycznej Ealing Art College wzorował się na malarstwie Jacksona Pollocka, usiłując uzyskać analogiczny do jego stylu artystycznego efekt „plam dźwiękowych”. Townshenda często określa się jako pierwszego „gniewnego, agresywnego gościa w dziejach rocka” (rock’s first angry guy). Jego specyficzna technika gry na gitarze, destrukcyjne zachowania na scenie, podskoki z gitarą oraz tzw. „ślizg mocy” (power slide) zyskały mu sławę „ojca chrzestnego punka”.
Towshenda uważa się również za jednego z najlepszych tekściarzy w muzyce rockowej. Jego piosenki cechuje społeczny, antyestablishmentowy przekaz na wczesnym etapie działalności zespołu i szczerość w podejmowaniu spraw osobistych na późniejszym etapie. Townshend był kompozytorem, autorem większości pomysłów, tekstów i kompozycji The Who, w tym całości dwóch najsłynniejszych oper rockowych, Tommy i Quadrophenia. Dużą rolę w jego twórczości odegrali przy tym nauczyciele duchowi, w tym zwłaszcza Meher Baba oraz Inayat Khan. Piętno na refleksyjnych utworach The Who odcisnęły bowiem poszukiwania duchowe Townshenda związane z różnymi szkołami filozofii Wschodu, chrześcijańskiej mistyki oraz sufizmu. Townshend wielokrotnie publicznie podkreślał, że „wierzy w Boga, lecz nie jest związany z żadną religią”.
Muzyk był znany ze swojego wybuchowego charakteru w życiu osobistym, czemu dał zresztą wyraz w swoich piosenkach, takich jak Dreaming From the Waist („Marzę o dniu, w którym zacząłbym się wreszcie kontrolować”) albo Don’t Let Go the Coat („Nie potrafię wziąć odpowiedzialności za swoje wybuchowe zachowanie, straciłem kontakt z jedynym Zbawcą”). Szeroko komentowany stał się chociażby incydent, w którym podczas występu The Who na festiwalu w Woodstocku Townshend uderzył gitarą aktywistę społecznego, Abbiego Hoffmana, zakłócającego koncert. Muzyk doznawał także rozmaitych fizycznych obrażeń w wyniku toczonych bójek oraz napadów szału, które skutkowały niszczeniem sprzętu nagłaśniającego.
Znakiem rozpoznawczym występów Townshenda było spektakularne niszczenie gitary na oczach widowni. Był to patent, który później przejęły takie zespoły rockowe jak The Jimi Hendrix Experience czy Nirvana. Do pomysłu tego doszło przypadkiem, kiedy w 1964 roku grupa wystąpiła w London’s Railway Club. Jak wspomina Townshend, kiedy podczas koncertu chciał podnieść gitarę nad głowę, gryf uderzył o nisko usytuowany sufit, a następnie uległ złamaniu. Później świadome niszczenie instrumentu na scenie zostało wprzęgnięte w koncepcję „sztuki destrukcji” (art of destruction), wyrażając bądź to gniew młodego pokolenia pozbawianego perspektyw, bądź też dekonstrukcję sceny pop. Kiedy zapytano Townshenda, co czuje przygotowując się do demolowania sceny, odpowiedział, że „wyobraża sobie, że jest na wojnie”.
Townshend zajął 10. miejsce na liście „100 najlepszych gitarzystów wszech czasów” magazynu „Rolling Stone”, a w 2004 roku został zaklasyfikowany na 82. miejscu listy 100 najlepszych gitarzystów heavymetalowych według magazynu „Guitar World”. Gitarzysta The Police, Andy Summers, napisał o nim:
Nie grał zbyt wielu solówek, przez co nie każdy zdaje sobie sprawę z jego prawdziwych umiejętności. Jednocześnie stał się postacią niezwykle ważną dla dziejów rocka. To wizjoner, który nadał wielu aspektom rocka właściwy bieg. Jego styl cechował się gniewem i agresją, co czyniło go prawdziwie dzikim artystą. Grał na gitarze z rzadko spotykaną płynnością, w pełni oddając to, kim był jako osoba: bardzo intensywnym facetem. Był kimś w rodzaju pierwszego punka. Jako pierwszy rockman roztrzaskał gitarę na oczach publiczności, co okazało się ważnym manifestem tamtych czasów. Zarazem dał się poznać jako elokwentny i świadomy muzyk zanurzony w jazzie.
Michał Gołębiowski stwierdził również:
Pete Townshend, gitarzysta The Who oraz główny pomysłodawca bodaj wszystkich albumów grupy, będąc absolwentem szkoły artystycznej, doskonale wiedział, jak uczynić chaos czymś artystycznie kontrolowanym, a destrukcję zamienić w język, który wyraża pragnienie życia. Zamiast stabilnych struktur, proponował festiwal „plam dźwiękowych”, „witalnego chaosu”, „nieładu” oraz „nieskoordynowania”, które jakimś cudem łączą się w spójną całość.
Najwyżej cenionym przez Townshenda dziełami grupy była rock opera Quadrophenia oraz kompilacyjny album Meaty Beaty Big and Bouncy. Pierwszy z tych albumów był jego najbardziej osobistym projektem, podczas gdy drugi wyrażał „kwintesencję tego, czym jest muzyka The Who”. W tym kontekście istotny jest fakt, iż dzięki Townshendowi większą kontrolę nad ostatecznym kształtem płyt The Who mieli sami muzycy zamiast producentów.

### Roger Daltrey
Wokalista grupy, Roger Daltrey, obdarzony był czystym i mocnym głosem, zdolnościami aktorskimi i sceniczną charyzmą. Jego największą inspiracją muzyczną był od zawsze Elvis Presley. Jako jedną z zalet wokalu Daltreya wskazywano wyraźny akcent Cockney, który charakteryzuje klasę robotniczą zamieszkującą wschodni Londyn. Dzięki temu przekaz piosenek The Who zyskiwał na autentyczności. W 2006 roku Daltrey został sklasyfikowany na 17. miejscu listy 100 najlepszych wokalistów wszech czasów według magazynu Hit Parader. Uważa się, że Daltrey wprowadził do sceny rockowej wizerunek „silnego, męskiego frontmana”, który stał się wkrótce standardem dla nurtu hard rocka. W annałach muzycznych zapisał się zwłaszcza jego słynny „krzyk” (scream) z zakończenia utworu Won’t Get Fooled Again. Słynne stały się również częste i liczne konflikty, a nawet jawna i wieloletnia niechęć istniejąca pomiędzy Daltreyem a Townshendem. Wokalista mówił o tej relacji:
Dla nas to jasna sytuacja. Bracia się kłócą. Mogą ze sobą walczyć. Gniewają się na siebie. Tak było między nami, przez wszystkie te lata. Ale kiedy dzieje się naprawdę źle, wówczas zdajesz sobie sprawę, że brat jest twoim najlepszym sojusznikiem. Zawsze to wiedziałem. Pete również to wie. Niech będzie, co ma być, zawsze stanę po jedno stronie.
Do dziś żoną piosenkarza jest była modelka flower power, Heather Taylor. Łączy go również wieloletnia przyjaźń z Robertem Plantem z Led Zeppelin oraz Eddiem Vedderem z Pearl Jam. Daltrey chętnie zabiera głos w palących sprawach społecznych, np. sprzeciwił się idei przedłużania życia ludzkiego w nieskończoność za sprawą rozwoju medycyny, przestrzegł przed wypieraniem problemu starości oraz przemijalności życia, poparł także Brexit. Deklaruje się jako ateista.
Daltrey wprowadzał do brzmienia The Who elementy tradycyjnego rock and rolla oraz stylu zwanego motown. Najwyżej cenionym przez niego dziełem The Who były albumy The Who By Numbers oraz Face Dances. Jego ulubioną piosenką grupy jest Behind Blue Eyes. Utwory napisane przez Daltreya dla The Who to:
- Anyway, Anyhow, Anywhere (1965), wydany na singlu[47].
- See My Way (1966) z płyty A Quick One[48].
- Early Morning Cold Taxi (1967) z płyty The Who Sell Out[49].
- Here for More (1970), wydany na singlu[50].

### Keith Moon
W oryginalnym składzie grali ponadto perkusista Keith Moon (zwany Moon the Loon, czyli Wariat Moon) oraz basista John Entwistle (zwany The Ox, czyli Wół albo Thunderfingers, czyli Gromowładne Palce). Sekcja rytmiczna The Who uważana jest przy tym za jedną z najlepszych w historii muzyki rockowej. Zdaniem niektórych krytyków muzycznych oraz artystów czerpiących inspirację z The Who, Keith Moon był faktycznym liderem grupy.

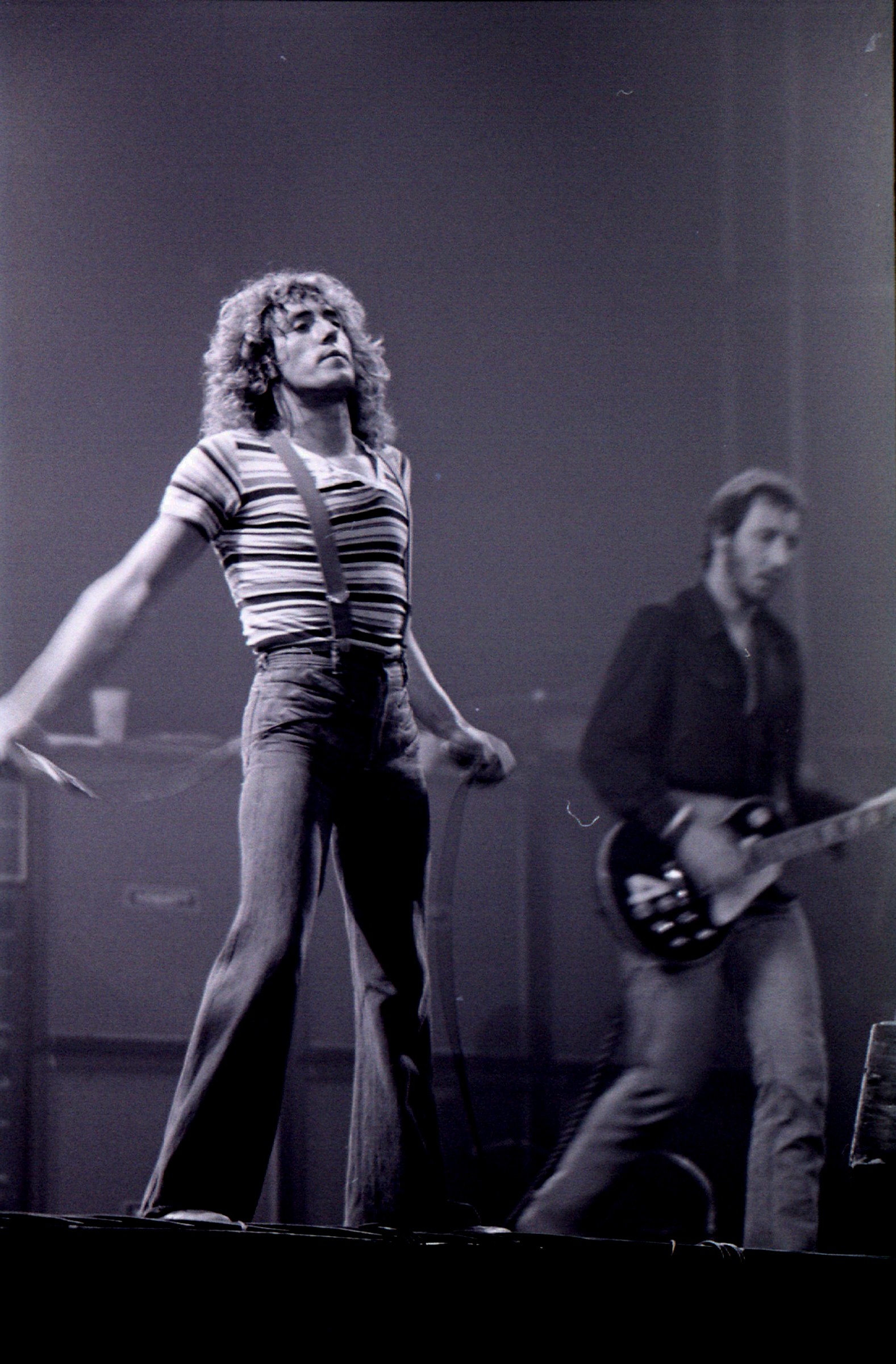
Roger Daltrey i Pete Townshend. Koncert w Toronto, październik 1976 roku

Perkusista zasłynął ze swoich skłonności do destrukcji: niszczył pokoje hotelowe, mieszkania przyjaciół, a także swój własny dom; wyrzucał przez okna meble i telewizory, umieszczał w toaletach fajerwerki, aby następnie doprowadzić do ekslozji. Destrukcyjne zachowania były często stymulowane stosowaniem dużej ilości alkoholu oraz narkotyków. Żywiołowy i szalony styl gry Moona przeszedł do historii rocka, wprowadzając nowy styl rytmizowania utworów. W 2007 roku został on sklasyfikowany na drugim miejscu listy 50 najlepszych perkusistów rockowych wszech czasów według „Stylus Magazine”. Jego występy niejednokrotnie kończyły się planowanymi eksplozjami oraz demolowaniem zestawu perkusyjnego. Muzyk wprowadzał do zespołu także elementy czarnego humoru. Zmarł nagle, w 1978 roku, po zażyciu 32 tabletek klometiazolu, czyli leku, który wspomagał terapię wychodzenia z alkoholizmu.
Z powodu stosunkowo niskich umiejętności wokalnych Moon śpiewał w niewielkiej liczbie utworów; była to decyzja pozostałych członków grupy. Doceniony został jednak utwór Bell Boy z albumu Quadrophenia, na którym występ wokalny Moona wyróżnia się jako surrealistyczno-błazeński performance. Do skomponowanych przez Moona piosenek The Who należą:
- I Need You oraz Cobwebs and Strange (1966) z albumu A Quick One[60].
- In The City (napisany razem z Johnem Entwistlem) oraz Girl’s Eyes (1967) z albumu The Who Sell Out[61].
- Dogs Part Two (1969), wydany na singlu[62].
- Tommy’s Holiday Camp (1969) z albumu Tommy[62].
- Waspman (1972), wydany na singlu’[63].

### John Entwistle
Basista grupy, John Entwistle, był najmniej ekspresyjnym spośród muzyków, stanowiąc swoisty kontrapunkt dla wybuchowości Townshenda, Daltreya i Moona. Był przy tym jedynym członkiem zespołu z formalnym wykształceniem muzycznym. Jego sceniczne występy charakteryzowały się dążeniem do perfekcji formalnej w zakresie gry na gitarze basowej. Entwistle często uzupełniał utwory grupy o solówki, podczas których Townshend, używając zwykłych akordów i power chordów, pełnił rolę przeznaczoną dla sekcji rytmicznej. Zazwyczaj nastawiał wówczas wzmacniacze gitary basowej na tzw. „pełny sopran, pełną moc” (full treble, full volume). Entwistle częstokroć bywa uznawany za najlepszego basistę w dziejach klasycznego rocka.
Entwistle zmarł nagle 27 czerwca 2002 roku, a więc w przededniu amerykańskiej trasy koncertowej The Who. Został znaleziony w towarzystwie striptizerki, Alycen Rowse, w pokoju numer 658 w Hard Rock Hotel w Las Vegas. Ustalono, że przyczyną śmierci muzyka był atak serca spowodowany przedawkowaniem kokainy.
Entwistle napisał część utworów The Who, wprowadzając do brzmienia The Who elementy heavy metalu. Są wśród nich takie piosenki, jak:
- Boris The Spider i Whiskey Man (1966) z albumu A Quick One[66][67].
- Doctor, Doctor i Someone’s Coming (1967), dołączone do wznowienia A Quick One[66].
- Silas Stingy, Heinz Baked Beans i Medac (1967) z albumu The Who Sell Out[66].
- Dr. Jekyll & Mr. Hyde (1968), wydany na singlu[66][67].
- Heaven and Hell (1968), utwór wykonywany na żywo[68][67].
- Cousin Kevin i Fiddle About (1969) z albumu Tommy[66][67].
- My Wife (1971) z albumu Who’s Next[66][67].
- When I Was A Boy (1971), utwór wydany na singlu[67].
- Success Story (1975) z albumu The Who by Numbers[66][67].
- Had Enough, 905 i Trick of the Light (1978) z albumu Who Are You[66][67].
- The Quiet One i You (1981) z albumu Face Dances[66][67].
- It’s Your Turn, Dangerous i One At A Time (1982) z albumu It’s Hard[66].

### Kenney Jones
Tuż po śmierci Keitha Moona rolę perkusisty The Who przejął były bębniarz Small Faces oraz The Faces, Kenney Jones. Choć nie był on członkiem klasycznego składu grupy, a jego obecność odznaczyła się wyłącznie na dwóch albumach, Face Dances oraz It’s Hard, to okazał się ważnym ogniwem w etapie, w którym muzyka The Who zbliżyła się do sceny punkowej oraz new wave.
Pozycja Jonesa w grupie od początku budziła kontrowersje. Podczas gdy Townshend uznawał go za pełnoprawnego członka nowego składu The Who, Roger Daltrey nie szczędził słów krytyki, wyrażając zdanie, że technika Jonesa nie wykazuje spójności z dążeniami pozostałych muzyków. Sąd ten stał się nieco łagodniejszy dopiero w perspektywie czasu. Daltrey przyznał później, że wybór Jonesa był z początku znakomity (brilliant), choć z czasem perkusista zaczął grać tak, jakby The Who był „zespołem grającym po knajpach” (pub band). Prasa muzyczna, doceniając warsztat oraz styl nowego perkusisty, najczęściej podkreślała jednak niezastąpioną rolę Moona w działaniach The Who.
Ostatni występ Jonesa w grupie miał miejsce podczas wręczenia nagród British Phonographic Industry w 1988 roku. Jego epizodyczny powrót miał miejsce w 2008 roku z okazji koncertu w Toronto (później opublikowanego w formie płyty Live from Toronto), a następnie w 2014 roku, na koncercie charytatywnym Rock n Horsepower.

### Współpraca z Nicky’m Hopkinsem
Wieloletnim współpracownikiem The Who, który nigdy nie został jednak członkiem grupy, był klawiszowiec i muzyk sesyjny, Nicky Hopkins, etatowo związany jedynie z hipisowską formacją z San Francisco, Quicksilver Messenger Service (w latach 1969–1971).
Hopkins został zaproszony do współpracy z The Who przez Shela Talmy’ego. Klawiszowiec zagrał m.in. na singlu Anyway, Anyhow, Anywhere, następnie na całym albumie My Generation oraz na wydanych później nagraniach: Who’s Next i The Who by Numbers. Townshend twierdził, że wkład Hopkinsa w kompozycje i brzmienie The Who był ważny. Jego styl gry na klawiszach wprowadzał do twórczości grupy elementy bluesa oraz country.

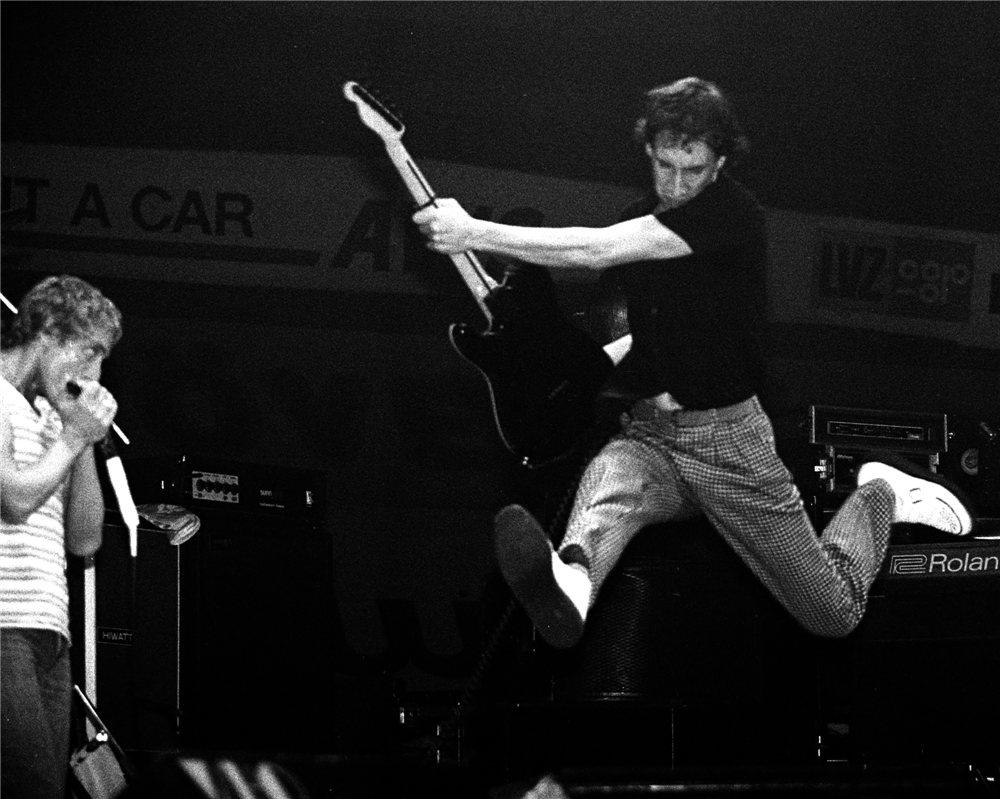
Roger Daltrey i Pete Townshend na koncercie The Who w Zurychu w 1980 roku

Współpraca Hopkinsa z The Who zyskała mu pewien rozgłos, a następnie zainteresowała muzyków The Rolling Stones, którzy również zaproponowali mu długoterminową artystyczną kolaborację.

## Koncepcja artystyczna
Twórczość grupy The Who, inspirowana koncepcjami artystycznymi Gustava Metzgera, Andy’ego Warhola, Petera Blake’a oraz Jacksona Pollocka, wprowadziła muzykę rockową na pułap ważnego społecznie medium, w którym wyrażał się głos pokolenia. Właściwie już albumowy debiut, My Generation, zerwał z czysto rozrywkową rolą rock and rolla. Piosenki grupy przybierały formę społecznego protestu (tzw. „protest song”), znajdując posłuch zwłaszcza wśród członków subkultury modsów, do której rekrutowali się zwykle sfrustrowani brakiem perspektyw młodzi mieszkańcy robotniczych dzielnic Londynu.
Pete Townshend, będąc absolwentem szkoły artystycznej Ealing Art College, od początku miał ambicję włączenia The Who nie tylko w oddolne ruchy społeczne niezadowolonej brytyjskiej młodzieży, ale także w świat kolorowej cyganerii artystycznej. Do końca lat 60. muzycy byli zafascynowani możliwościami postmodernistycznej dekonstrukcji struktury muzyki pop, jak również celebracji „plam dźwiękowych”, „witalnego chaosu”, „nieładu” oraz „nieskoordynowania”. Było to związane z zaangażowaniem grupy w środowisko pop artu oraz swingującego Londynu.
Spektakularne niszczenie przez Pete’a Townshenda gitary, z którego zasłynęły koncerty The Who, motywowane były koncepcją „sztuki destrukcji”, którą inspirowały szkoły Auto-Destructive Art („sztuki autodestrukcyjnej”), Art Strike („porażenie sztuką”) oraz Destruction in Art Symposium („sympozjum zniszczenia w sztuce”) Gustava Metzgera.
Od lat 70. grupa zaczęła podejmować wielkie tematy egzystencjalne, takie jak wolność, tożsamość, autentyczność czy sens życia, chętnie odwołując się do formuły „opowieści o dojrzewaniu” młodego indywidualisty (odpowiednik powieściowego Bildungsroman) . Występy The Who stały się wówczas majestatyczne i widowiskowe, a przedstawiane opowieści dotykały wartości absolutnych i duchowych. W gruncie rzeczy mówiły one o wierności samemu sobie oraz wewnętrznym „ocaleniu” człowieka w niedoskonałym świecie . Im bliżej lat 80., tym częściej Townshend mówił w swoich piosenkach o sprawach osobistych, takich jak problemy emocjonalne, nałogi, starzenie się czy rozwód.
Mark Blake stwierdził, że muzykę The Who różni od innych zespołów „brytyjskiej inwazji”, takich jak The Beatles, The Rolling Stones czy The Kinks, dbałość o realistyczne zobrazowanie warunków życia w powojennej Anglii.

## Historia zespołu

### Początki: rhythm & blues, pop-art, psychodelia (1961-1967)

#### My Generation
Pierwszy singel grupy, I Can’t Explain, ukazał się w styczniu 1965 roku. Utwór zwrócił na siebie uwagę minimalistycznym, a zarazem ostrym riffem gitarowym, który z czasem okazał się pionierski dla hard rocka, punk rocka oraz heavy metalu. Wpisywał się on również w rewolucję na gruncie piosenek miłosnych (inne przykłady to np. You Really Got Me The Kinks albo I’m a Man The Yardbirds), które stały się znacznie mniej sentymentalne, a bardziej drapieżne i żywiołowe. Nadzieje na jeszcze ostrzejszą, protopunkową muzykę spełnili muzycy wraz z wydaniem singla Anyway, Anyhow, Anywhere, hymnu kontrkulturowego indywidualizmu i kontestacji, w którym mocnej sekcji rytmicznej oraz surowemu wokalowi towarzyszy awangardowe w strukturze, przerywane solo gitarowe Townshenda. Była to jedna z najwcześniejszych solówek korzystających ze sprzężenia zwrotnego, niejednokrotnie wymieniana wśród największych wyczynów gitarowych w dziejach rocka. Anyway, Anyhow, Anywhere nawiązywał jednocześnie do stylistyki pop artu, próbując zastosować założenia nowej sztuki do struktury muzycznej.
Prawdziwa sława przyszła jednak dopiero wraz z wydanym w tym samym roku albumem My Generation (w USA jako The Who Sings My Generation). Znalazł się na niej jeden z najgłośniejszych utworów w historii rocka, tytułowy My Generation, który ze słynną frazą „I hope I die before I get old” (mam nadzieję, że umrę, zanim się zestarzeję), stał się jednym z oficjalnych hymnów młodego pokolenia. Jego wymowa okazała się aktualna także później, skoro subkultura punków również utożsamiała się z tym tekstem, parafrazując go hasłem: „No Future”. W 2004 utwór My Generation został sklasyfikowany na 11. miejscu listy 500 utworów wszech czasów magazynu Rolling Stone.

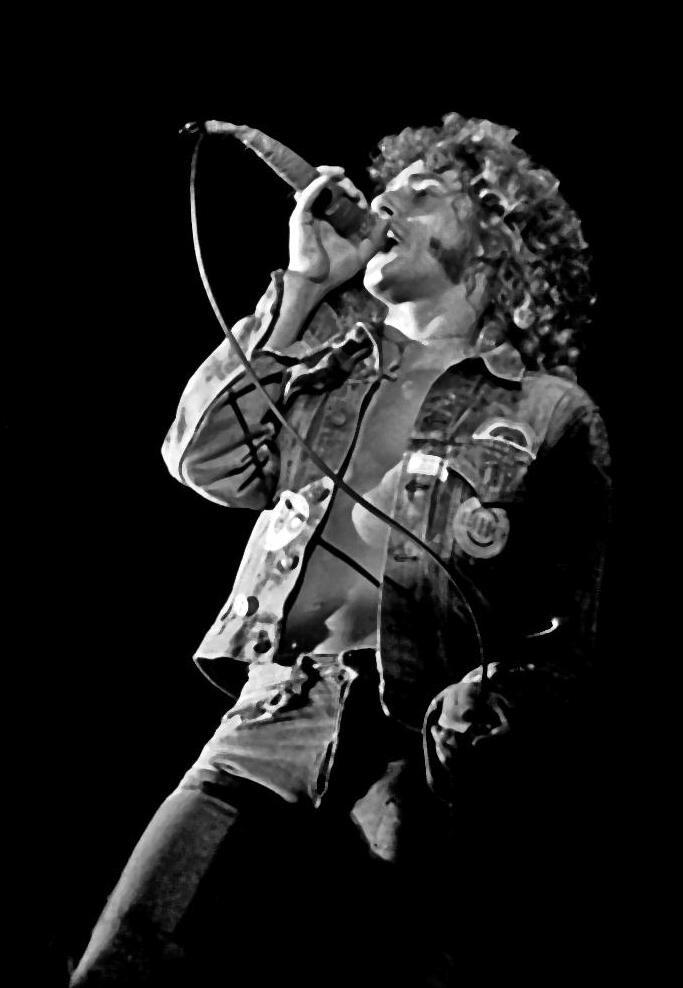
Roger Daltrey na koncercie The Who na Ernst-Merck-Halle, w Hamburgu, sierpień 1972

Początkowo My Generation był utworem bluesowym oraz folk rockowym, ze silnymi wpływami twórczości Boba Dylana. Dopiero później przyjął kształt ostrego, protopunkowego manifestu gniewnego pokolenia młodych, pozbawionych perspektyw mieszkańców robotniczych dzielnic Londynu. Daltrey uzupełnił całość kompozycji prowokacyjnie „jąkanym” wokalem, który kojarzył się ze zniekształceniami mowy pod wpływem amfetaminy. W czasie wykonywania utworu na scenie grupa zwykła urządzać spektakl destrukcji. Townshend rozbijał na drobne kawałki ciągle grającą w sprzężeniu zwrotnym gitarę, a Moon rozkopywał i deptał swój zestaw perkusyjny, który w ostatnich akordach piosenki wybuchał eksplozją sztucznych ogni. Destrukcja stała się jedną z cech charakterystycznych The Who w czasie młodzieńczego okresu działalności grupy. Muzycy w niej grający stali się postrachem menedżerów hotelowych, ponieważ bywało, że apartamenty przez nich zajmowane nadawały się do remontu.
Debiutancki album The Who szybko przyniósł grupie sławę „anarchistów”, których twórczość bazuje na „uporządkowanym nieporządku” (orderly disorder) oraz „brzmieniach wojny, chaosu i frustracji” (sounds of war and chaos and frustration). Przyczynił się również do utożsamienia zespołu z subkulturą modsów. Pomimo sukcesu płyty, muzycy The Who nie byli jednak zadowoleni z efektu końcowego. Wskazywali na fakt, iż album nie został dobrze przemyślany z powodu pośpiesznej i taniej produkcji.

#### A Quick One
W tym czasie grupa związała się z cyganerią artystyczną pop artu. Wyrazem tego była zwłaszcza płyta A Quick One z 1965 roku, jak również single wydawane w tym czasie, zwłaszcza Happy Jack oraz Pictures of Lily. Ten ostatni to przepojona prowokacyjnym poczuciem humoru oda do dziewczyn z plakatów pin-up oraz młodzieńczego odkrywania masturbacji. W przeciwieństwie do innych grup grających w tamtym czasie cięższą muzykę, grupa The Who wypuszczała na rynek krótkie, zwarte i popowe utwory jako najlepiej oddające ducha cyganerii popartowej. Zespół chętnie eksperymentował z dźwiękiem, lecz unikał rozbudowanych jamów oraz improwizacji. Pete Townshend mówił w tym czasie:
Jesteśmy zwolennikami popartowych ciuchów, popartowej muzyki i popartowego stylu bycia. To coś, co, jak mi się wydaje, nie jest jasne dla każdego. Nie stajemy się kimś innym, kiedy schodzimy ze sceny. Żyjemy pop artem.
Stylistyka A Quick One była ściśle kojarzona z epoką swingującego Londynu oraz tzw. „kultury butików” (boutique culture) kolorowych lat 60. Sam Townshend nazwał ten album „krzykiem od pierwszego utworu do ostatniego”, mając na myśli zarówno prowokacyjnie krzykliwą estetykę pop artu, jak również metaforycznie rozumiany radosny „krzyk” ulicy. Zawartość płyty była przy tym eklektyczna, przypominając technikę kolażu; stąd też początkowo dzieło miało nosić tytuł Happy Jack albo Jigzaw Pizzle. Pierwsza propozycja odwoływała się do dziecięcej błazenady, a druga – do zwariowanej, pełnej niepasujących elementów układanki. Zdaniem Marka Blake’a A Quick One zawiera kwintesencję brzmienia przełomu lat 1965–1966 jako faktycznych początków muzyki rockowej. Prawdopodobnie najbardziej znanym utworem z tej płyty był Boris the Spider, w którym pojawia się specyficzna linia basowa oraz wokal Entwistle’a zapowiadający pojawienie się tzw. growlu.
Ostatnia piosenka na albumie, mini-opera A Quick One While He’s Away, pojawiła się na albumie i w filmie The Rolling Stones Rock and Roll Circus. Townshend żartobliwie nazwał później ten utwór „czymś w rodzaju muzycznej Mechanicznej pomarańczy”, mając na uwadze nie tyle przemoc, co raczej krzykliwą estetykę. Później w podobny sposób określił Quadrophenię, której tematem były, podobnie jak dzieło Burgessa i Kubricka, wojny ulicznych gangów.

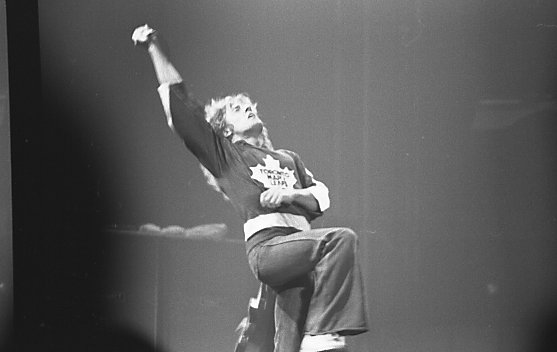
Roger Daltrey na koncercie The Who w Maple Leaf Gardens, w Toronto, 10 października 1976 roku

#### The Who Sell Out
Wydany w 1967 roku koncepcyjny album The Who Sell Out kontynuował popartową stylistykę, usiłując również przełożyć na język muzyki technikę kolażu. Na płycie po raz pierwszy pojawiły się również elementy typowego dla kontrkultury hipisowskiej rocka psychodelicznego, choć całość można raczej określić jako eksperymentalny power pop.
Krytycy docenili groteskowy humor, oryginalność oraz innowacyjność formalną dzieła . Kluczowy w jego odbiorze okazał się sam ogólny koncept płyty. Zwarte na niej utwory składały się bowiem na szereg nagrań fikcyjnej rozgłośni radiowej, a pełnoprawne piosenki zostały poprzetykane krótkimi samplami reklamowymi. Całość składała się na szaloną krytykę konsumpcyjnego stylu życia. Zdaniem Dave’a Marsha, „nowy album The Who celebruje przed-hipisowski styl życia, taki, który zniszczyła kontrkultura dzieci kwiatów; szalenie materialistyczny, lekkomyślnie rozrzutny, powierzchowny i bezczelnie konsumpcyjny”. Jak wspomina Mark Blake, dowcip krył się już w samym tytule albumu, ponieważ fraza „sell out”, oznaczając dosłownie „wyprzedaż”, była w tamtym czasie nacechowana pejoratywnie, kojarząc się z „towarem niższej jakości” albo „produktem typowo komercyjnym”. Tymczasem niestandardowy koncept dzieła wymykał się temu, co aktualnie na rynku muzyki pop sprzedawało się najczęściej. Jak zauważają historycy muzyki rockowej, płyta zharmonizowała na postmodernistyczną modłę elementy sztuki wysokiej i niskiej, dokonując przy tym dekonstrukcji popu. Niektórzy krytycy zwracali uwagę na wyjątkowość The Who Sell Out, które jako jedno z pierwszych dzieł muzycznych obnażało komercyjny i konsumpcyjny charakter hołdującej ponoć indywidualizmowi i wolności scenie popowej.
Album został uznany w swoim czasie za nowatorski, stąd też częste zestawianie go z wydanym w tym samym roku krążku Sgt. Pepper’s Lonely Hearts Club Band Beatlesów, a także Pet Sounds Beach Boysów. Nie przełożyło się to jednak na sukces komercyjny dzieła. Jak wspomina Townshend, „gdy album w końcu trafił do sklepów, okazało się, że jest najgorzej sprzedającym się produktem The Who na Wyspach Brytyjskich”. Jego promocja również była ograniczona ze względu na szereg kontrowersji, np. niektóre rozgłośnie uznały płytę za „budzącą niesmak” z powodu zbyt ostrego poczucia humoru. Choć zatem album zyskał z czasem status klasyki rocka, w roku swojej premiery nie dał grupie rozgłosu. Dzisiaj uznawany jest za jedno z najważniejszych artystycznych świadectw epoki. Przyniósł on bowiem „celebrację nowego czasu, radośnie zbierając wszystkie drobne elementy, które złożyły się na całokształt powojennej brytyjskiej kultury popularnej”.
Jako ciekawostkę warto dodać, że psychodeliczny utwór I Can See For Miles został uznany przez Pete’a Townshenda za kwintesencję brzmienia The Who oraz wszystkich jego artystycznych dążeń (an ultimate Who’s song). Na ogół uznaje się tę piosenkę za najlepszy popowy singiel grupy.

#### Festiwal w Monterey
W niedzielę 18 czerwca 1967 grupa wystąpiła na festiwalu w Monterey. Był to pierwszy koncert The Who w Stanach Zjednoczonych, a zarazem okazja do zapoznania się z amerykańską kontrkulturą „dzieci kwiatów”. Występ zakończył się eksplozją zestawu perkusyjnego, kłębami dymu, zniszczeniem gitary oraz częściowym zdemolowaniem sceny. Townshend „roztrzaskał gitarę o wzmacniacze, a jej resztki rzucił na widownię”, podczas gdy „Keith Moon rozbijał kopniakami zestaw perkusyjny, wyładowując na nim nadmiarową energię, a Roger Daltrey wymachiwał mikrofonem na uwięzi”. Całemu spektaklowi destrukcji towarzyszyły agresywne antyestablishmentowe okrzyki muzyków, które zaszokowały widownię nastawioną na hippisowski koncert pokoju i miłości. Występ określano później mianem „wyjątkowo spektakularnego i niezwykle fizycznego teatru”.
W 1968 roku powstał psychodeliczny singiel, Magic Bus. Piosenka swoją tematyką oraz ekstatyczną formą zbliżała grupę do ruchu hippisowskiego. Tendencja ta stanie się jeszcze wyraźniejsza rok później, przy okazji ukazania się albumu Tommy, mimo iż Keith Moon zdecydowanie odżegnywał się od ideowych i estetycznych związków z „dziećmi kwiatami”. Piosenka nawiązywała do kolorowego vana flower power, którym jeździli członkowie komuny Merry Pranksters (czyli m.in. muzycy Grateful Dead, Ken Kesey czy Neal Cassady), jednocześnie upamiętniając podróż muzyków The Who do Kalifornii.

### Dojrzały etap twórczości: hard rock, art rock (1969-1978)

#### Tommy
Z czasem na czele grupy stanął, jako kompozytor i autor tekstów, Pete Townshend. Odtąd muzyka The Who zaczęła odnosić coraz większe sukcesy artystyczne i komercyjne. Po występie na festiwalu rockowym Monterey Pop Festival w 1967 roku zespół stał się popularny nie tylko w Wielkiej Brytanii, ale również w Stanach Zjednoczonych. W 1969 wystąpił także na festiwalu w Woodstock, wykonując tam m.in. utwory z Tommy’ego, rock opery, która wyznaczyła ważny przełom w biografii twórców. Zdaniem niektórych krytyków uczyniła ona z The Who nie tylko zespół produkujący chwytliwe single na potrzeby radia, ale „rockowy akt”, którego znaczenie rozciąga się na performans oraz wydarzenie artystyczne. Już w momencie wydania album zyskał miano arcydzieła, zaś w 2003 roku został sklasyfikowany na 96. miejscu listy 500 albumów wszech czasów magazynu „Rolling Stone”. Tommy stał się również ważny dla pokolenia hippisów, gdyż „historyczny zapis słynnego festiwalu Woodstock z 1969 r. pokazuje grupę The Who wykonującą o piątej nad ranem, kiedy świt dopiero rozjaśnia ciemności, piosenkę zapowiadającą koniec fałszu i religii, a nadejście epoki ducha i miłości”. Płyta okazała się nie tylko zbiorem powiązanych ze sobą fabularnie piosenek, ale także artystyczny manifest oświecenia duchowego, który, zdaniem Michała Gołębiowskiego, można zestawić z Wilkiem stepowym Hermanna Hessego lub Janem Krzysztofem Romaina Rollanda. Stąd jego reprezentatywność dla ruchu „dzieci kwiatów”. Gołębiowski określił filozoficzną koncepcję Tommy’ego jako „kolektyw na rzecz élan vital”.

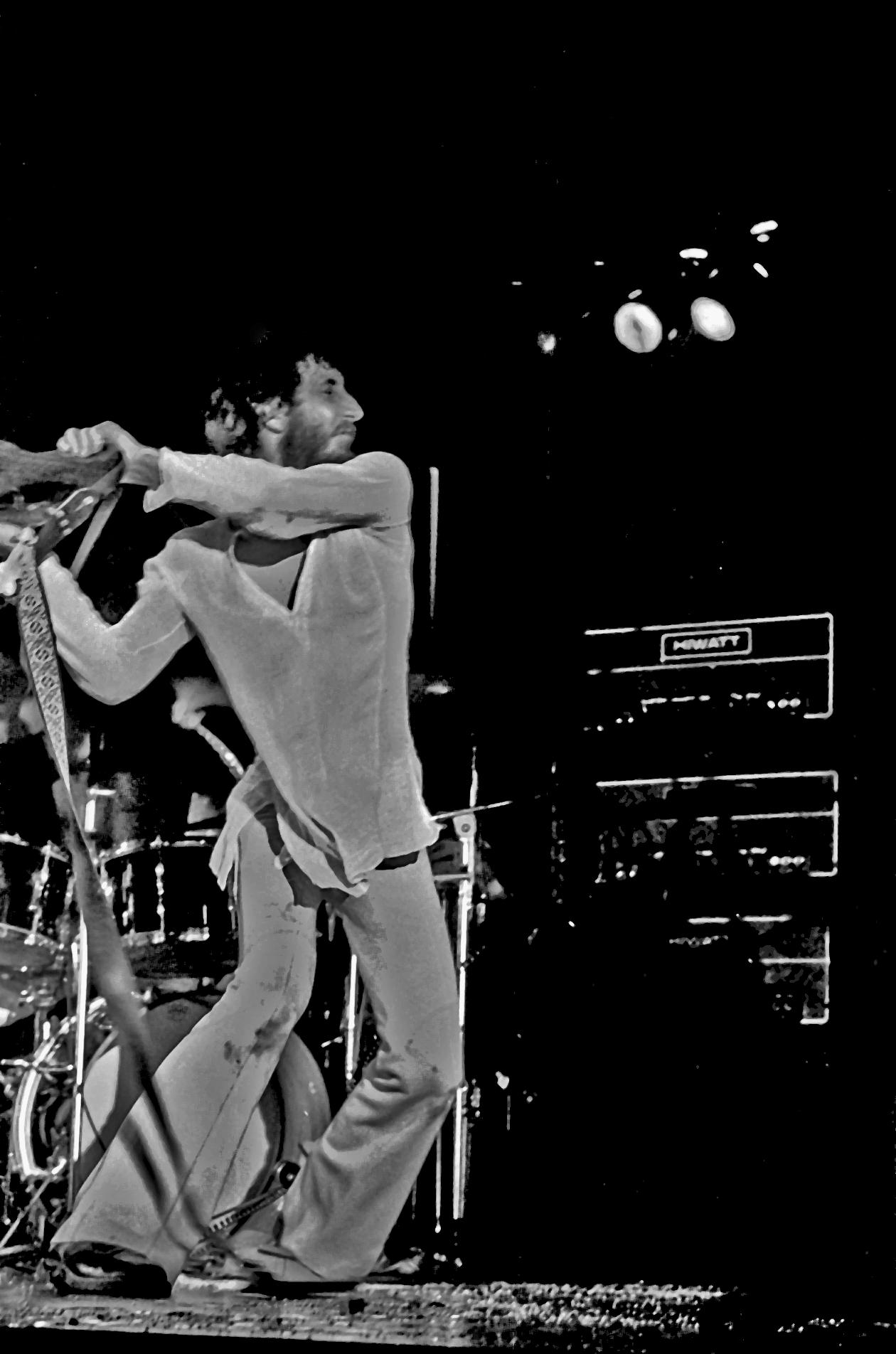
Pete Townshend rozbijający gitarę w trakcie koncertu The Who w sierpniu 1972 roku

Tommy, będąc albumem koncepcyjnym, opowiada historię tytułowego chłopca, Tommy’ego Walkera, który w wyniku traumy stał się niemy, głuchy i ślepy, przez co padł ofiarą społecznego ostracyzmu. Z czasem ludzie zauważyli jednak jego nieprzeciętne umiejętności w grze w pinballa, przez co obwołali go mesjaszem. Psychodeliczne i surrealistyczne w przyjętej strategii estetycznej dzieło The Who jest zatem krytyką panujących po wojnie stosunków społecznych. Porusza ono również temat wolności, indywidualizmu, samostanowienia oraz duchowości. Była to zatem pierwsza płyta zespołu, która wyeksponowała zarówno art rockowe ambicje Townshenda, jak również jego filozoficzne i religijne przemyślenia. Z tego powodu Tommy wpisał się w dążenia ówczesnej kontrkultury amerykańskiej, stając się pierwszym dziełem The Who, które zagwarantowało grupie sławę poza Europą. Odtąd utwory z albumu pojawiały się regularnie na koncertach. Wykonania na scenie wprowadzały do występów The Who elementy pompatycznego spektaklu teatralnego. Townshend przyznał, że utwory do rock opery nie powstawały w porządku chronologicznym wyznaczanym przez fabułę, dzięki czemu udało się uzyskać efekt lekkiego chaosu, który balansuje pomiędzy linearnością zdarzeń, awangardowym rozbiciem formy oraz poetyką snu albo narkotycznej wizji. Współcześnie uznaje się Tommy’ego za kamień milowy w rozwoju muzyki rockowej. Został on również doceniony przez kompozytorów muzyki poważnej, m.in. Leonarda Bernsteina.
Na podstawie albumu The Who powstał musical w reżyserii Kena Russella, Tommy z 1975 roku. Obraz zdobył dwie nominacje do Oscarów (w tym za najlepszą adaptację muzyki dla Pete’a Townshenda), dwie nominacje do Złotych Globów (w tym dla Rogera Daltreya jako najlepszy debiut męski) oraz jedną wygraną dla Ann-Margret jako najlepszej aktorki w musicalu. Dzieło doczekało się również wersji orkiestrowej pod egidą Lou Reiznera.

#### Festiwal w Woodstocku oraz incydent z Abbie’m Hoffmanem
W niedzielę 17 sierpnia 1969 roku, tuż o świcie i wraz ze wschodem słońca, zespół wystąpił na festuwalu w Woodstock. Występ ten przeszedł do historii, został też wpisany przez magazyn „Time” na listę 10 najlepszych momentów festiwalu. W trakcie koncertu Abbie Hoffman przerwał wykonanie Pinball Wizard, nazywając tę piosenkę „g***em”, aby wykorzystać szansę na odezwę w sprawie przywódcy Czarnych Panter, Johna Sinclaira. Wywołało to przypływ gniewu Pete’a Townshenda, który następnie zaatakował fizycznie aktywistę i powalił go za pomocą gitary. Kiedy wynoszono Hoffmana ze sceny, muzyk rzucił, że „następnym razem go zabije”. Publiczność stanęła po stronie Townshenda, wygwizdując Hoffmana. Jak stwierdził Jerzy Jarniewicz, „Hoffman nie rozumiał, że taka bezpośrednia interwencja polityczna ma się do Woodstocku jak pięść do nosa”, ponieważ „tu nie było miejsca na uprawianie polityki ani na składanie politycznych deklaracji”.

#### Live at Leedsoraz Isle of Wight
Kolejny przełom przyniósł występ na Uniwersytecie w Leeds, który odbył się 14 lutego 1970 roku. Zapis z tego wydarzenia trafił na pierwszy krążek koncertowy The Who, Live at Leeds, z czasem zdobywając status „najlepszej koncertowej płyty rockowej wszech czasów”. Muzyka grupy stała się wówczas znacznie bardziej agresywna i hałaśliwa, pod wieloma względami prekursorska względem wczesnego heavy metalu. Magazyn „New York Times” nazwał wręcz ten album „doszczętnym hardrockowym całopaleniem”. Live at Leeds znamionował również chwilowe odejście The Who od rozbudowanych koncepcji artystycznych, aby skłonić się ku surowemu, bardziej rdzennemu brzmieniu.
29 sierpnia 1970 roku grupa wystąpiła na festiwalu na wyspie Wight. Materiał tam zebrany przypomina swoim surowym brzmieniem wcześniejszy album koncertowy, Live at Leeds, z tą jedynie różnicą, że udało się uzyskać głębsze, bardziej przestrzenne brzmienie oraz lepszą jakość nagrania. Choć występ ten zapisał się w historii muzyki rockowej, nagrania z koncertu trafiły do oficjalnej dystrybucji dopiero w 1996 roku. Występ na Isle of Wight Festival uosabiał dojrzały etap twórczości The Who, który łączy hardrockową stylistykę ze złożonymi kompozycjami właściwymi art rockowi.
Oba koncerty utrwaliły pozycję The Who jako jednego z najlepszych występujących grających na żywo.

#### Who’s NextiLifehouse
Od początku lat 70. na rynku zaczęły pojawiać się kolejne zdobywające sukces single grupy utrzymane w stylistyce hard rocka, takie jak Let’s See Action, Relay lub Long Live Rock. Ich tematyka coraz częściej podejmowała kwestie rewolucji społecznej oraz poszukiwań religijnych i drogi duchowej Townshenda. Najbardziej znany z tych utworów, The Seeker –
to piosenka niemająca zbyt wiele wspólnego z miłośnikami Baby albo adeptami Hare Krishna, czy innymi tego typu sprawami; ona po prostu wychwala zwyczajnego chłopaka, który miał zwyczaj atakować ludzi z butelką w ręce, a jednak, wierzcie lub nie, pragnie spełnienia w boskości, nawet jeśli sam nie zdaje sobie z tego sprawy.
Gołębiowski zauważa:
Napisana kilka miesięcy po słynnym występie na Woodstocku piosenka The Seeker przyniosła bodaj najwcześniejszy, a zarazem najgłębszy rozrachunek z dążeniami lat sześćdziesiątych. Townshend wspominał, że napisał go dla zabawy, nie wiedząc, że z czasem zacznie odzwierciedlać jego osobisty impas jako człowieka oraz ikony kontrkultury.
Muzyka The Who odzwierciedlała wówczas „szczególną atmosferę pokoleniowego rozczarowania, które przekształca się w uliczny ruch zbuntowanych”. Piętno na refleksyjnych piosenkach grupy odcisnęły poszukiwania duchowe Pete’a Townshenda, w tym zwłaszcza jego fascynacja rozmaitymi wariantami filozofii Wschodu oraz mistyką chrześcijańską i islamską. Pojawiały się w nich również treści dokonujące rozrachunku z nadziejami „dzieci kwiatów”. Pod koniec piosenki Baba O’Riley pojawia się na przykład tekst: „Pustkowie młodych, to tylko pustkowie młodych; są wypaleni” (teenage wasteland, it’s only teenage wasteland and they’re wasted), przywodzący na myśl Ziemię jałową (The Waste Land) Thomasa Stearnsa Eliota, a w piosence The Seeker: „Już wiem, że nie znajdę, choć szukałem wszędzie i nigdzie; tak, jestem poszukiwaczem, bardzo zdesperowanym człowiekiem” (I won’t get to get what I’m after, focusing on nowhere investigating miles I’m a seeker I’m a really desperate man). W przypadku utworu Let’s See Action –
bezpośrednią inspiracją były wprawdzie mistyczne nauki Mehera Baby, lecz jego przekaz odpowiada temu wszystkiemu, co niesie za sobą doświadczenie „ciemnej nocy” (...). Co z tej perspektywy ciekawe, Townshend splata ze sobą nie tylko pojęcia „nicości” i „wszystkiego”, ale także typowe dla kontrkultury lat sześćdziesiątych działanie społeczne z potrzebą osobistej kontemplacji (...). W zakończeniu utworu Let’s See Action wzajemnie przenikają się słowa: „nothing” i „everything”, czyli „nic” i „wszystko”.

Najbardziej znane logo grupy, tzw. „mod symbol”, czyli „symbol modsów”

Grupa wyraźnie kierowała się w stronę szorstkiego i mocnego brzmienia, które znamionowało głównie występy koncertowe. Kwintesencję jej twórczości w najbardziej klasycznym dla niej okresie przyniósł album Who’s Next z 1971 roku. Krytycy są zgodni co do opinii, że właśnie ten krążek daje przykład pełni możliwości zespołu w zakresie ostrego, buntowniczego i energicznego rocka. Takie utwory jak Baba O’Riley, Behind Blue Eyes i Won’t Get Fooled Again na trwałe zapisały się w kanonie muzyki rockowej, do dziś często goszcząc w rozgłośniach radiowych. Album uczynił z The Who jeden z czołowych zespołów lat 70., zestawiany z młodszymi formacjami wczesnej rewolucji heavymetalowej (tzw. heavy revolution), zwłaszcza z Led Zeppelin. W 2003 roku album został sklasyfikowany na 28. miejscu listy 500 albumów wszech czasów dwutygodnika „Rolling Stone”. Stał się on również najpopularniejszym dziełem The Who wśród wielbicieli zespołu oraz klasycznego rocka.
Warto wspomnieć, że słynny „krzyk” (scream) Daltreya oraz towarzyszący mu podczas koncertu „ślizg mocy” (power slide) Townshenda w utworze Won’t Get Fooled Again należy do najbardziej ikonicznych momentów w historii muzyki rockowej.
Część piosenek znajdujących się na krążku Who’s Next oraz publikowanych w tym czasie singli pochodzi z niezrealizowanego projektu kolejnej rock opery, Lifehouse. W założeniu dzieło miało podejmować problemy związane z ekologią, kontrolą społeczną oraz konsumpcjonizmem. Kluczową rolę dla jego wymowy miała odegrać filozofia duchowa Mehera Baby, który w tym czasie był przewodnikiem duchowym Townshenda. Muzyk pisał o całym projekcie w następujących słowach:
Zamierzyłem, że bohater mojego Lifehouse będzie zacnym człowiekiem, postępową istotą, która popełnia niewybaczalny błąd, rzutujący na karmę. W mrocznej przyszłości, którą uwidoczniłem w utworze, ludzkość przetrwa nieuchronną katastrofę ekologiczną (...), izolacja okaże się środkiem wiodącym do transcendencji (...). Nadzorcy Gridu szybko odkryją, że muzyka rockowa się nie sprawdzi. Ma potencjał wybudzania uśpionych mas zatem zostanie bezwzględnie zakazana. Tymczasem grupa renegatów i nerdów urządza koncert rockowy, eksperymentuje z rozbudowanymi systemami sprzężeń zwrotnych między słuchaczami (widzami) a muzykami. Włamie się do Gridu. Zwabiani do Lifehouse ludzie będą tam – każdy po swojemu – śpiewać pieśni, z których powstanie muzyka sfer, wysublimowana harmonia, która da początek temu, co sam nazwałem jednym perfekcyjnym dźwiękiem. Przypuszczony przez władzę szturm na Lifehouse sprawi, że jego bywalcy – jak jeden – znikną w swego rodzaju muzycznej nirwanie.

Kluczowym momentem w projekcie Lifehouse miała być piosenka Join Together, która ostatecznie nie znalazła się na albumie Who’s Next i została wydana na singlu. Mówi ona o wielkiej jedności i zgodzie całego społeczeństwa, połączonego mocą muzyki. Na towarzyszącym piosence klipie wideo widzimy również zbliżenie się muzyków i publiczności, tak aby scena i widownia stanowiły jedno. Miało to być zwieńczenie fabuły Lifehouse, która w zamyśle Townshenda opowiadała o ludzkiej alienacji w świecie technokracji, przezwyciężonej dzięki sztuce i wolności, tak aby nastąpiła harmonia i pełnia.

#### Quadrophenia
Wydany w 1973 roku dwupłytowy album koncepcyjny Quadrophenia uznaje się dziś za jedno z najważniejszych dzieł klasycznego rocka. W opinii Townshenda jest to również magnum opus grupy.
Pomysł na stworzenie tego albumu pojawił się w głowie Townshenda, kiedy poszukiwał odpowiedniej idei dla uczczenia nadchodzącego dziesięciolecia istnienia grupy. Dość wcześnie zaczął on brać pod uwagę możliwość stworzenia kolejnej rock opery, która przebiłaby Tommy’ego poziomem artystycznym oraz ambicjami. Muzyk wspomina również o frustracji doświadczanej w związku z fiaskiem projektu Lifehouse oraz świadomością tego, że pozostali członkowie The Who nie rozumieją i nie do końca akceptują inspiracji duchowych płynących z nauk Meher Baby. Pewnego dnia Townshend spacerował brzegiem morza, szukając w ten sposób ukojenia, a wtedy przyszła mu na myśl melancholijna refleksja: „Cóż z tego wszystkiego, skoro będzie kiedyś trzeba ściąć włosy”. Tekst ten stał się następnie początkiem piosenki Cut My Hair, która później została włączona do nabierającej kształt Quadrophenii.
Tytuł albumu nawiązuje zarówno do kwadrofonii jako systemu czterokanałowej transmisji dźwięku czy czterech różnych nastrojów cechujących piosenki (od poczucia odrzucenia i gniewu, przez melancholię aż po nadzieję), jak i do odmiennych osobowości czterech członków zespołu The Who oraz fikcyjnego roztrojenia jaźni głównego bohatera opery („quadrohenia” jako odmiana „schizofrenii”). Przedrostek quadro odnoszono również do czterech głównych tematów opery: agresji, frustracji, cierpienia oraz miłości, a także „czterech różnych sposobów spojrzenia na świat” w drodze do osiągnięcia własnej wewnętrznej prawdy. Do albumu dołączono 36-stronicowy album ze zdjęciami, które obrazują przebieg fabuły dzieła. Dźwięk nagrywano w systemie kwadrofonicznym zwłaszcza po to, aby dokonać syntezy muzyki instrumentalnej z odgłosami deszczu, wiatru i morza.

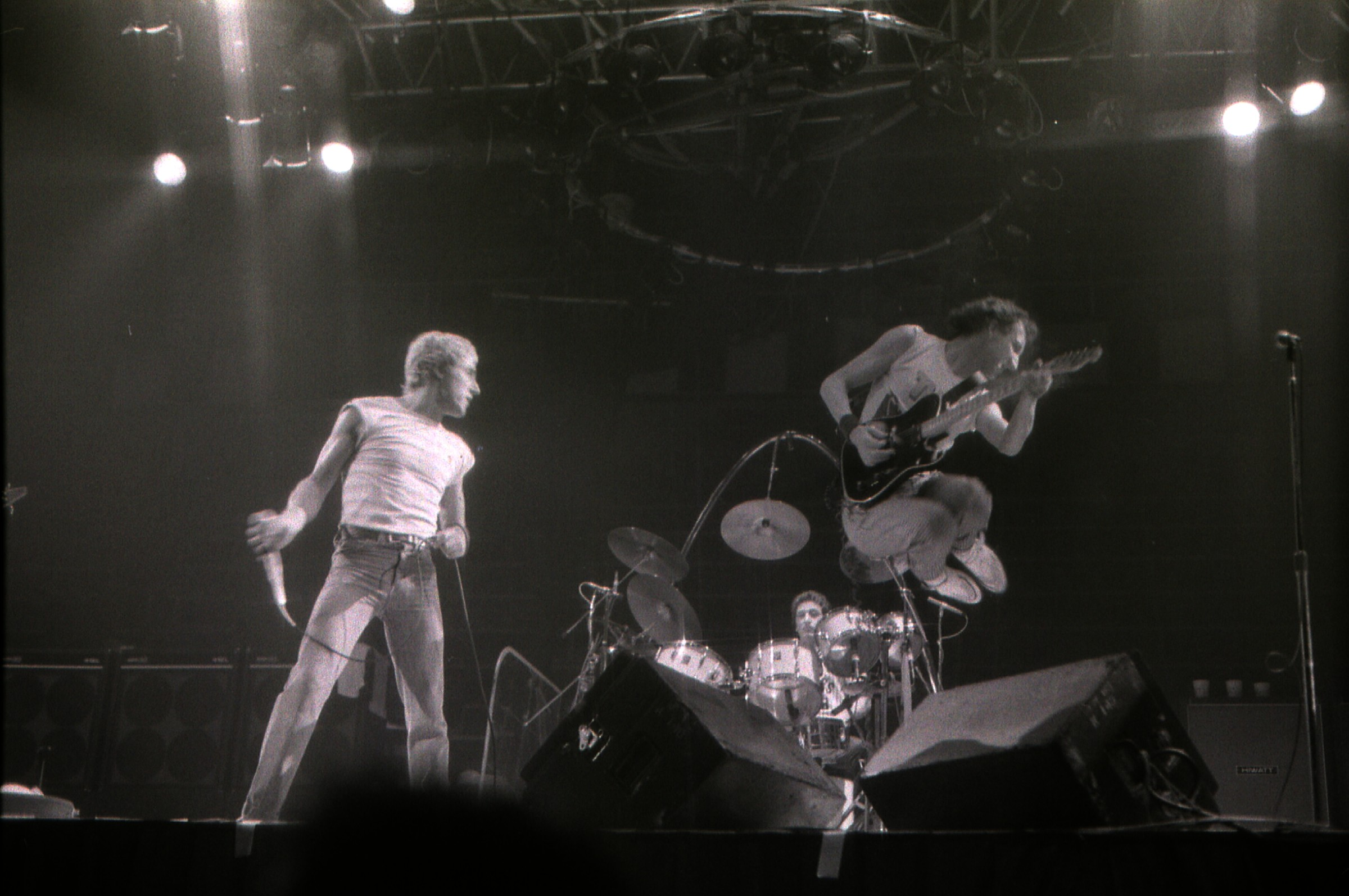
Roger Daltrey, Kenney Jones i Pete Townshend podczas koncertu The Who w Toronto, 6 maja 1980 roku

Quadrophenia była projektem w całości przemyślanym i zaprojektowanym przez Pete’a Townshenda, który uważał ją za swoisty rozrachunek z własnym dzieciństwem i młodością w robotniczej dzielnicy Londynu. Dzieło to różni od poprzedniej rock opery The Who, Tommy’ego, drobiazgowy, a miejscami brutalny wręcz realizm w obrazowaniu czasów powojennych oraz wyżu demograficznego w Wielkiej Brytanii. Realizm ten został uwydatniony przez użycie autentycznych nagrań z wiadomości radiowych informujących o bójkach między członkami gangów modsów i rockersów. Quadrophenia cechuje się jednocześnie głębokim liryzmem:
Na samym początku słychać huk fal i miotane nimi wołanie z oddali: „czy widzisz, kim naprawdę jestem?” albo „czy widzisz prawdziwego mnie?” („can you see the real me?”). Jimmi, protagonista „Quadrophenii”, rozpaczliwie potrzebuje zostać usłyszany, zobaczony w swojej wyjątkowości, choć sam do końca nie wie, kim „naprawdę jest” (...). Teksty piosenek współtworzących kolejne rozdziały „Quadrophenii” oscylują wokół dwóch słów, „sea” (morze) oraz „me” (ja), nie bez powodu tworzących parę stale powracających rymów. Tak naprawdę Jimmy to morze, raz spokojne, a innym razem wzbudzone (...). Samo morze symbolizuje tutaj nie tylko przestrzeń tajemnicy istnienia, ale także wielokrotnie już wspomniany „pęd życia”, czyli élan vital. Nie da się go ujarzmić za pomocą konwenansu społecznego, ani poprzez życzenie doskonałego ładu. Może być tylko przeżyty, w całości i aż do końca. On sam natomiast „tchnie, dokąd chce” .
Postać Jimmy’ego, wyraźnie inspirowana osobistą historią życia Townshenda, stoi w centrum dzieła. To ktoś, kto „poszukuje własnej tożsamości, sensu oraz celu istnienia”, przy tym wszystkim „zmagając się z permanentnym bezrobociem, presją rodziców i uzależnieniem od amfetaminy”. Na drodze do duchowego przebudzenia zanegował wartości tradycji, rodziny i społeczeństwa, aby rzucić się w wir anarchii. Jednocześnie zauważył, że wyzwoleńcze subkultury modsów i rockersów rodzą przemoc i wcale nie przyczyniają się do szczęśliwego życia. Quadrophenia była wobec tego nie tylko hymnem Townshenda na cześć kontrkultury młodzieżowej lat 60., ale także hołdem złożonym klasie robotniczej w Wielkiej Brytanii lat powojennych. Muzycy wskazywali zwłaszcza na „dzieciaków z Goldhawk Road”, choć ważnym miejscem w fabule opowieści okazało się również miasto Brighton w północnej Anglii. Gołębiowski porównał całość dzieła do filmu Czerwona pustynia Michelangelo Antonioniego z 1964 roku .
Quadrophenia to dzieło, z którego Townshend był najbardziej dumny i które najpełniej odzwierciedlało jego artystyczne dążenia. Album w czasie swojej premiery zyskał w opinii wielu krytyków miano arcydzieła, do dziś nosząc miano jednego z najważniejszych albumów koncepcyjnych w historii, zestawiany m.in. z wydanym w tym samym roku The Dark Side of the Moon Pink Floyd. Krytycy muzyczni zwracali uwagę na bogatą inżynierię dźwięku oraz produkcję utworów składających się na album.
Na podstawie albumu powstał w 1979 roku film fabularny, Quadrophenia, w reżyserii Franca Roddama, z udziałem m.in. Stinga. Początkowo do zagrania głównej roli brano pod uwagę Johnny’ego Rottena z grupy Sex Pistols. Magazyn „The New York Times” umieścił film na liście 1000 najlepszych filmów wszech czasów.

#### The Who by Numbers

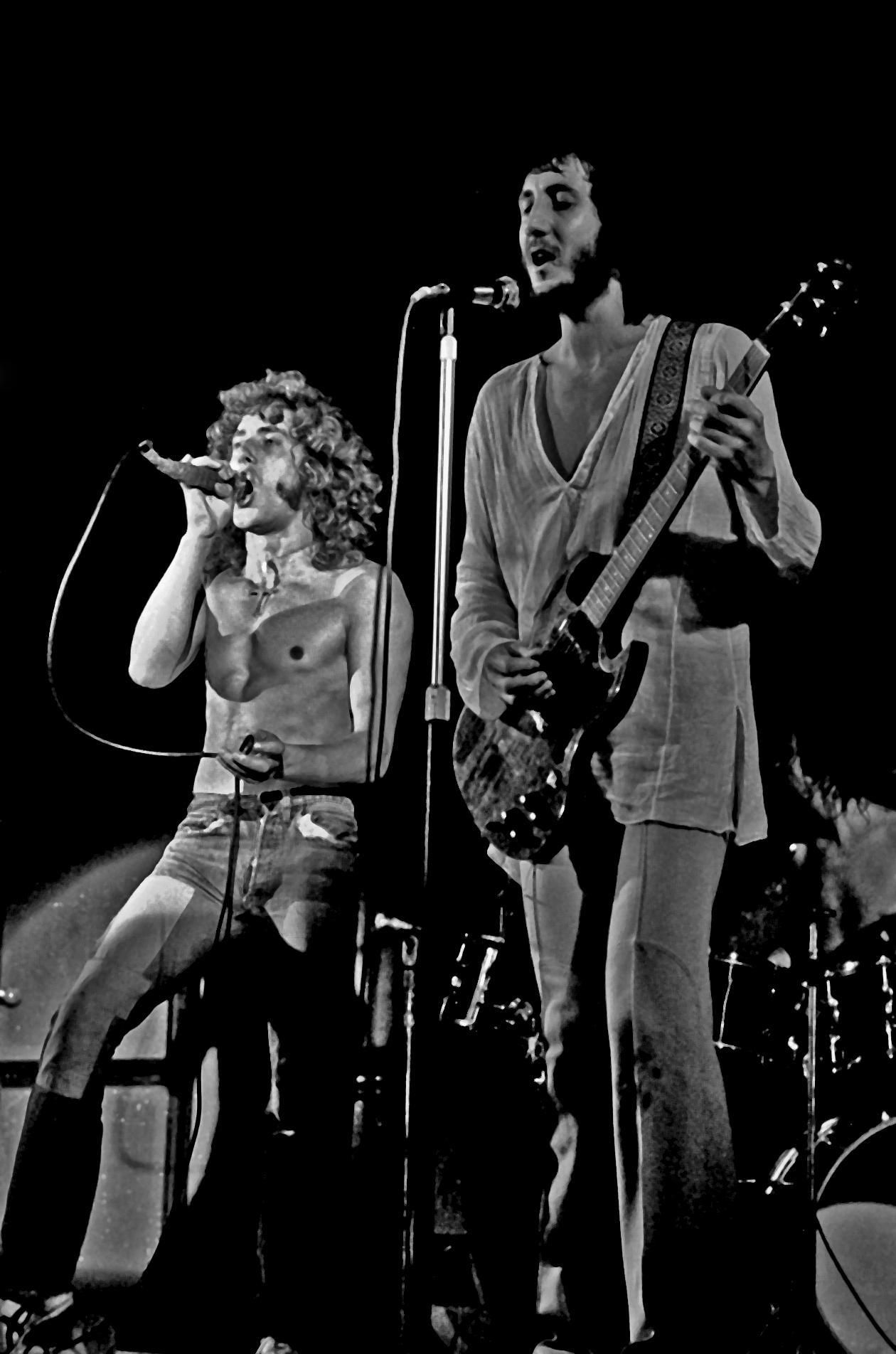
Pete Townshend i Roger Daltrey podczas koncertu na Ernst-Merck-Halle, w Hamburgu, w sierpniu 1972 roku

Sporządzona przez Johna Entwistle’a okładka albumu The Who By Numbers z 1975 roku (niekompletne wizerunki członków zespołu jako tzw. „połącz kropki”, tj. dziecięca szarada, kształty gotowe do obrysowania przez łączenie punktów) pokazuje ówczesny stan grupy: muzycy byli skłóceni i rozproszeni, spodziewając się rychłego końca kariery. Tytuł albumu nawiązuje do frazy „by numbers”, która oznacza pracę wykonywaną zgodnie z obowiązkiem, lecz bez pasji czy przekonania. W tym czasie Pete Townshend myślał wręcz o oficjalnym rozwiązaniu zespołu. Osobisty kryzys gitarzysty przełożył się na długotrwały brak kontaktu pomiędzy muzykami. Choć The Who By Numbers wskazuje na znaczny rozwój umiejętności Daltreya, wokalista coraz częściej myślał o porzuceniu The Who na rzecz rozwoju kariery aktorskiej.
Piosenki zawarte na tym albumie były znacznie bardziej osobiste, aniżeli na poprzednich płytach The Who, dotykając problemów alkoholowych, rodzinnych i personalnych Townshenda opisywanych z dużą dozą dosłowności, a nawet emocjonalnego ekshibicjonizmu. Muzyk wspomina, że podczas pracy nad każdą z piosenek był w bardzo złym stanie psychicznym, doświadczył załamania nerwowego, „wypłakiwał oczy” i „czuł się pusty w środku”. Współpraca z Townshendem okazała się wówczas wyjątkowo trudna, co sprawiło, że reszta zespołu przystępowała do nagrywania The Who by Numbers bez wyraźnie nakreślonego kierunku, w którym należało podążać. Niektórzy dziennikarze muzyczni nazwali wręcz całą tę płytę „listem pożegnalnym przed samobójstwem”. Płyta uczyniła z Townshenda jednego z pierwszych muzyków, którzy w swojej twórczości z tak dużą dozą szczerości dokonywali osobistych rozrachunków z własnym życiem. Pod względem stylu muzycznego The Who By Numbers odeszła od rozbudowanych i bogatych kompozycji Quadrophenii na rzecz prostych, folkowych i rock and rollowych piosenek, które łączą subtelne brzmienia akustyczne w tle z riffami granymi na gitarze elektrycznej. Daltrey śpiewał mocne, żywiołowe i hardrockowe utwory, a Townshend – liryczne ballady zbliżone do stylu Boba Dylana czy Neila Younga.
Pomimo dużego natężenia emocjonalnego, od nienawiści, gniewu, aż po smutek i melancholię, jak również wyraźnego rozwoju wokalnych umiejętności Rogera Daltreya, album spotkał się z chłodnym przyjęciem krytyków. Jednocześnie The Who by Numbers stał się ulubionym albumem Daltreya. Wokalista stwierdził, że „album ten odsłania wszystkie nasze niedoskonałości, i to jest w nim najpiękniejsze”.

### Schyłek działalności: new wave, punk (1978-1982)

#### Who Are You
Wydany w 1978 roku album Who Are You był ostatnim, na którym wystąpił Keith Moon. Grupa odeszła od prostoty The Who By Numbers, aby rozwinąć skomplikowane i rozbudowane aranżacje z użyciem syntezatorów, podobnie jak to miało miejsce podczas tworzenia Quadrophenii. Zarazem album ten znamionuje okres w działalności grupy, w którym muzycy eksperymentowali z zyskującymi na popularności nowymi stylami, takimi jak funk, synth pop oraz disco, usiłując uzyskać dzięki temu połączeniu wyjątkowe brzmienie. Wokal Daltreya stał się ostrzejszy za sprawą inspiracji rodzącą się sceną punkową. Eksploatowanie nowych brzmień miał tym większe znaczenie, że jednym z wątków przewodnich albumu jest namysł nad nietrwałością sztuki. Utwory takie jak New Song czy Music Must Change cechują się zatem melancholijnym nastrojem oraz nostalgią za odchodzącą kontrkulturą, dla której rock and roll był jednym z narzędzi społecznej rewolucji. Dzięki nim Townshend stał się jednym z pierwszych muzyków rockowych, którzy zaczęli podejmować temat starzenia się z dużą dozą szczerości i dosłowności.
Tytułowy utwór, Who Are You, dotyczy nasilających się problemów alkoholowych Townshenda. Pojawiające się w refrenie pytanie: „Naprawdę chcę wiedzieć, kim jesteś” (Who are you, I really wanna know), odnosi się do zaników pamięci po kolejnych zakrapianych imprezach, opisując także zwątpienie Townshenda we własną tożsamość i autentyczność życia w obliczu bolesnego rozrachunku z osobistymi problemami, takimi jak uzależnienie, rozwód oraz trudności w opanowywaniu napadów gniewu. Pomysł na napisanie piosenki zrodził się podczas spotkania gitarzysty z dwoma muzykami Sex Pistols, Steve’em Jonesem oraz Paulem Cookiem, którzy uznali The Who za kluczową inspirację dla niezależnej sceny punkowej Londynu. Szybko zaczęto zresztą postrzegać Who Are You jako potwierdzenie sukcesji łączącej The Who z Sex Pistols oraz pozostałymi formacjami reprezentującymi punk rocka. Townshend wspominał:
Na przełomie 1973 i 1974 roku byłem już starzejącym się „tatusiem punk rocka”. Wyznaczałem standardy, które sam z trudem zdołałem utrzymać. Moje policzki puchły, lecz bynajmniej nie za sprawą wpychanych do ust kłębków wełny, jak u Brando odgrywającego rolę bossa mafii. Szydząc ze wszystkiego dokoła, łykałem dziesiątki dopalaczy, choć czułem, że nie przyjmowały się za dobrze.
Trzy tygodnie po wydaniu płyty zmarł Keith Moon. Stwierdzono u niego zażycie 32 tabletek klometiazolu, czyli leku, który wspomagał terapię wychodzenia z alkoholizmu. W tym kontekście ironicznego wydźwięku nabiera okładka płyty Who Are You, a ściślej napis na krześle, na którym siedzi Moon: „Not To Be Taken Away”, czyli „Nieuchwytny” lub „Swego diabli nie biorą”. Po jego śmierci grupa zatrudniła nowego perkusistę, Kenneya Jonesa, nagrywając z nim dwie kolejne płyty.

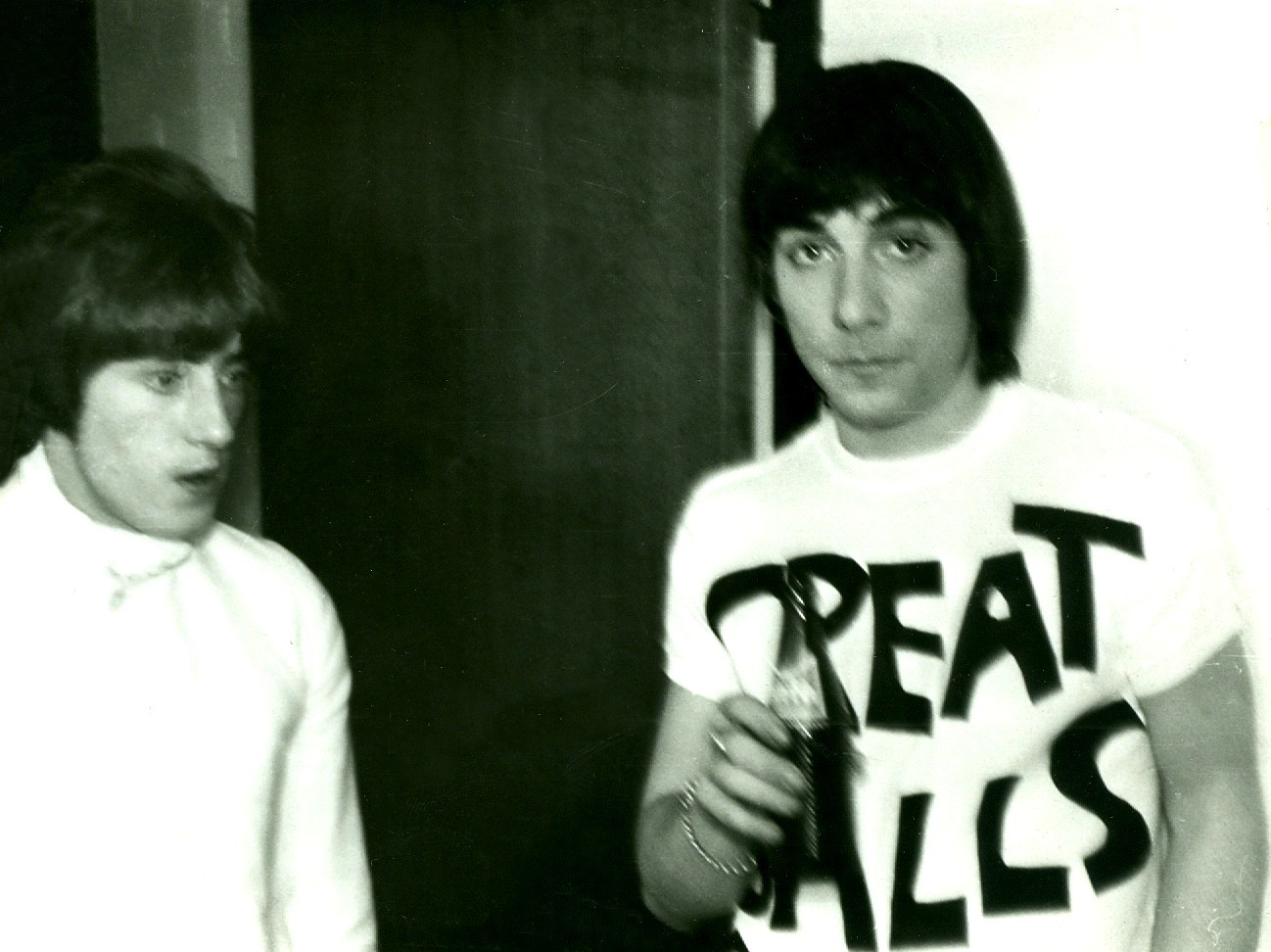
Roger Daltrey i Keith Moon w Ludwigshafen, w Niemczech

#### Incydent w Riverfront Coliseum
W 1979 podczas występu The Who w Riverfront Coliseum (obecnie Heritage Bank Center), w Cincinnati, w stanie Ohio doszło do tragedii, tj. zadeptania 11 fanów oraz ciężkiego poranienia 26 innych osób, które usiłowały wejść na salę koncertową. Miejsca siedzące były bowiem dostępne dla widowni na zasadzie „kto pierwszy, ten lepszy”, przy czym w obawie przed dewastacją budynku otworzono jedynie kilka bramek. Początkowo planowano odwołać występ, który ostatecznie przebiegł jednak wedle pierwotnego planu. Muzycy dowiedzieli się o zajściu przy bramkach dopiero po zejściu ze sceny. Townshend wspominał: „Kiedy opowiedziano nam o wszystkim, moje emocje przeszły przez dwa etapy. Najpierw ogromny niepokój i zdenerwowanie. Później poczułem złość na samego siebie, że występowaliśmy wtedy, gdy miało miejsce to zdarzenie”.
W wyniku tragedii odwołano kolejne koncerty w tym miejscu, m.in. Blue Öyster Cult oraz Aerosmith.

#### Face Dances
W 1981 roku światło dzienne ujrzał album Face Dances, który podzielił zarówno szerokie grono odbiorców muzyki rockowej, jak i wielbicieli grupy. Choć krążek zawierał kilka klasycznych dla The Who utworów, tj. You Better You Bet, Another Tricky Day oraz Don’t Let Go The Coat, krytycy muzyczni zauważali, że jego brzmienie znacznie odchodzi od brzmienia, z którym zespół był najsilniej utożsamiany. Całość Face Dances zbliżała się w stronę pop rocka z elementami new wave oraz punku. Dwa utwory Johna Entwistle’a, The Quiet One oraz You, utrzymane zostały w stylistyce heavy metalu. Wokal Daltreya zaczerpnął szereg rozwiązań ze stylu The Police oraz Sex Pistols, dokonując połączenia nowej mody lat 80. z chwytami, które sprawdziły się na poprzednich, hardrockowych płytach.
Niemal wszystkie piosenki na albumie Face Dances charakteryzuje sarkazm i cierpki humor, za pomocą których Townshend zwierzał się z kolejnego kryzysu emocjonalnego, nieudanej walki o utrzymanie małżeństwa, a także ze zmagania z uzależnieniem od używek. W najbardziej znanym utworze z płyty, You Better You Bet, pojawia się kilka ironicznych sugestii dotyczących kryzysu małżeńskiego, który skutkował później rozwodem: „Kiedy mówię ci, że cię kocham, to mówisz, że lepiej by było, gdyby tak było” oraz „Tylko trochę – to w porządku, jeśli masz zamiar zostać na noc”. Tekst ten w ironicznym tonie nawiązuje do rozmowy, którą Townshend odbył ze swoim mistrzem duchowym, dowiadując się, że „jeśli żona kocha go już tylko trochę, to wciąż wystarczy”. Pozostałe piosenki z dużą dozą szczerości mówią o przyczynach rozpadu związku. Były nimi wybuchowe zachowania muzyka, chaotyczny tryb życia oraz uzależnienie od alkoholu. W piosence Don’t Let Go the Coat słyszymy: „Nie potrafię wziąć odpowiedzialności za swoje wybuchowe zachowanie, straciłem kontakt z jedynym Zbawcą”. Album podejmuje również kwestię przelotnych znajomości, dzięki którym Townshend zamierzał złagodzić ból osobistych porażek. Sam Townshend wspominał po latach:
Nie dawało się ukryć, że Karen miała mnie już dość. Dość mojego egoizmu, nadmiaru pracy i popijania. Niektórzy przyjaciele pocieszali: wyszła za gwiazdę rocka, to czego się spodziewała? Ale nie w tym rzecz. Ona dojrzewała, a ja nie (...). Każdego ranka odbierała telefon od młodego człowieka imieniem Ben, z którym się umówiła na podwożenie do college’u. Twarz jej jaśniała na dźwięk jego głosu (...). Obiecałem Karen, że się ustatkuję. Najwyraźniej nie miałem zamiaru dotrzymać obietnicy (...). Karen i dzieci przepadły gdzieś w zakamarkach świadomości. Tylko w ten sposób potrafiłem stawić czoło temu, co robię.
Ten biograficzny kontekst stanowi klucz do zrozumienia piosenek pisanych w tym czasie dla The Who. Okładkę płyty zaprojektował popartowy artysta, Peter Blake, odpowiedzialny wcześniej za okładkę Sgt. Pepper’s Lonely Hearts Club Band.

#### It’s Hard
Następny album, It’s Hard, kontynuował punk rockowy zwrot w karierze The Who, proponując w zestawieniu z Face Dances mniej popowe, a wyraźnie cięższe, agresywniejsze i ostrzejsze brzmienie. Zdecydowanie cięższa stała się gra na perkusji Kenneya Jonesa, określona przez jednego z krytyków mianem „wojennych bębnów” (martial drum rolls). Podobnie pisano o „ostrym jak brzytwa” wokalu Daltreya oraz „tnącej” gitarze Townshenda.
Wymowna okazała się sama okładka płyty: chłopiec zajęty przy automacie gry arcade Space Duel nawiązywał do Tommy’ego jako mistrza pinballa. Jak wyjaśniał Townshend, metafora miała zapowiadać wejście grupy w zupełnie nową epokę muzyki rockowej, jak również w całkiem odmienny rynek zdominowany przez rock stadionowy. Chłopiec na okładce jest przy tym bez reszty pochłonięty grą, nie dostrzegając stojących obok gwiazd rocka; jest to trudne (tytułowe it’s hard), ponieważ okazuje się, że „The Who i nowe pokolenie młodzieży dzieli przepaść”.
Townshend zdawał sobie sprawę z wyczerpywania się kreatywnej mocy dotychczasowej formuły zespołu. Twierdził na przykład, że jeśli odbiorca jego muzyki to „przedstawiciel pokolenia, z którym dorastał”, wówczas jego „solowe dokonania przemówią bardziej bezpośrednio” niż nowe albumy grupy. Mimo to chciał wykreować It’s Hard na kolejną klasyczną płytę, odpowiednik Who’s Next w nowych realiach. Stąd użycie syntezatorowej kompozycji algorytmowej w utworach takich jak Eminence Front czy I’ve Known No War, co przypominało Babę O’Riley oraz Won’t Get Fooled Again. W przeciwieństwie do intymnego, osobistego tonu Face Dances, album It’s Hard powrócił do gniewnej i zbuntowanej odsłony The Who. Na pierwszy plan wysunął się społeczny sprzeciw oraz gorzki rekonesans straconej rewolucji, którą okazał się ruch kontestatorski modsów oraz „dzieci kwiatów”. Część spośród dziennikarzy muzycznych spodziewała się, że piosenka I’ve Known No War, podejmująca temat zagrożenia wojną nuklearną, stanie się hymnem nowego pokolenia, a przy tym odpowiednikiem My Generation i Won’t Get Fooled Again na miarę lat 80.
Pomimo usilnych starań i sporych ambicji muzyków, album It’s Hard nie spotkał się z ciepłym przyjęciem krytyków. Jednym z wyjątków była recenzja Parke’a Puterbaugha z magazynu „Rolling Stone”, który uznał ten krążek za drugie po Who’s Next najlepsze nagranie studyjne The Who. Praca nad nim okazała się wyjątkowo forsująca dla muzyków, powodując u Townshenda poczucie wypalenia oraz niemocy twórczej. Dlatego też w 1982 roku, po pożegnalnej trasie koncertowej, zespół postanowił oficjalnie zakończyć działalność. Zapis pożegnalnego koncertu znalazł się na krążku Who’s Last z 1984 roku. Odtąd grupa The Who przestała być aktywna. Wyjątek stanowił jedynie 1985 rok, kiedy to zespół wystąpił na koncercie charytatywnym Live Aid w celu wspólnego zebrania funduszy dla głodujących w Etiopii.

### Powrót (1996-2019)

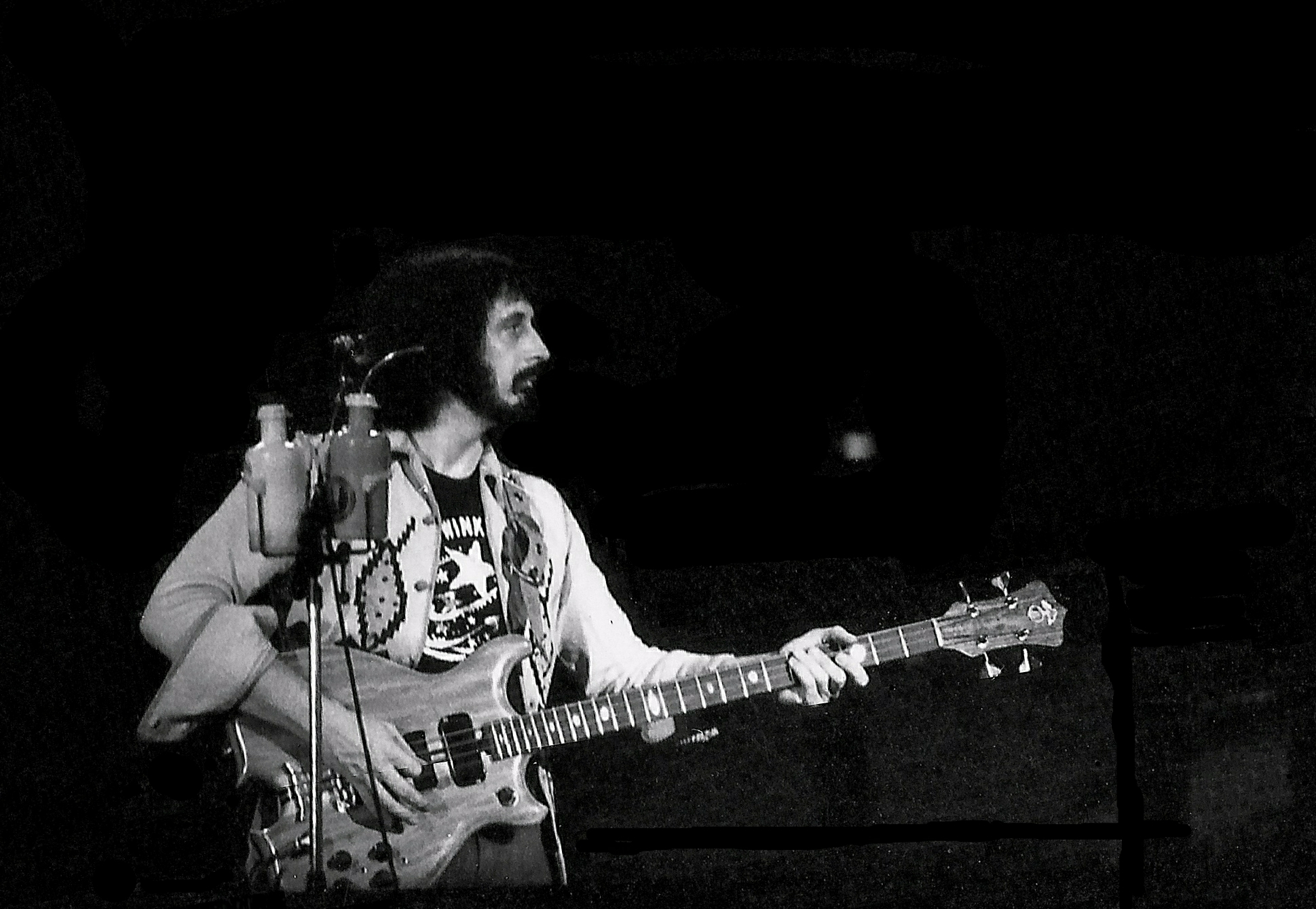
John Entiwsle na koncercie The Who w San Francisco w 1976 roku

#### Endless WireiWire & Glass
W latach 90. członkowie grupy w dalszym ciągu co kilka lat schodzili się razem, aż w końcu oficjalnie w 1996 roku wznowili działalność. W przeddzień jednej z tras, w 2002 w hotelu w Las Vegas, zmarł John Entwistle. Grupa zatrudniła wówczas nowego perkusistę, Zaka Starkeya, syna Ringo Starra, aby kontynuować trasę koncertową. Wybór ten nie był przypadkowy, jako że Starkey postanowił zostać perkusistą pod wpływem fascynacji stylem gry Keitha Moona.
W 2006 roku ukazał się nowy album koncepcyjny, Endless Wire, który opowiada historię częściowo inspirowaną filmem Pasja Mela Gibsona, a częściowo nowelą autorstwa Pete’a Townshenda, Chłopiec, który słyszał muzykę (The Boy Who Heard Music). W piosence A Man In A Purple Dress słyszymy: „Jak śmiesz nosić szatę przywództwa, jak śmiesz chować twarz przed Bogiem, jak śmiesz uśmiechać się spod brody, by ukryć swoje przerażenie; jak śmiesz machać laską i oceniać mnie, siedząc w zapomnianym przez Boga bałaganie, Ty, mężczyzno w purpurowej szacie”. Utwór stanowi skargę na religijną hipokryzję, która doprowadziła do zabicia Jezusa z Nazaretu. Na albumie dominują refleksyjne piosenki łączące akustyczne brzmienia z elementami komputerowo generowanych alikwotów. Znajduje się na nim wiele osobistych wątków, w tym także podziękowania dla osób, które „zaszczepiły w Townshendzie wiarę, która trzymała go przy życiu w najmroczniejszych okresach”. Wieńcząca Endless Wire piosenka You Stand By Me to wyraz uznania dla Daltreya ze strony Townshenda, a zarazem utwór mający zażegnywać wieloletni konflikt pomiędzy muzykami.
Do albumu dołączono mini-operę, Wire & Glass, która snuje wizję „społeczeństwa spętanego i zdławionego przez sieci komunikacyjne”. Ocaleniem dla świata „rozbitego na milion fragmentów” jest energia muzyki. W tym aspekcie Endless Wire przypomina Tommy’ego oraz projekt Lifehouse, stanowiąc jednocześnie nostalgiczną reminiscencję filozofii Mehera Baby oraz Inayata Khana. W opowieści tej pojawia się również fikcyjny zespół złożony z trzech osób (młodego chrześcijanina, Żyda oraz muzułmanina), spośród których każda musi przezwyciężyć wzajemne podziały religijne i kulturowe, aby wyzwolić ludzkość poprzez „przemianę wszystkiego w muzykę”.
Endless Wire był pierwszą płytą studyjną The Who, którą muzycy skomponowali i nagrali po powrocie po 24 latach. Przy okazji jej pojawienia się na rynku Roger Daltrey w następujących słowach wspominał szczególną wspólnotę, jaką muzycy mieli wówczas z długoletnimi wielbicielami: „[Album] był refleksyjny, niemal melancholijny, przetrwaliśmy przecież wiele trudnych lat, a nasza muzyka… tliła się nadal; zaczęliśmy dochodzić do siebie”. Townshend entuzjastycznie wypowiadał się na temat krążka, uznając go za „pierwszy od lat najlepiej wyważony przykład jego ekspresji artystycznej” oraz „połączenie wielu ambicji twórczych”. Jedną z nich była próba wprowadzenia zupełnie nowego brzmienia zespołu. Endless Wire okazał się również najlepiej oceniana przez krytyków płyta The Who od czasów Who Are You z 1978 roku.
Wydanie  rozpoczęło wielkie światowe tournée zespołu, które pominęło jedynie Afrykę oraz Amerykę Południową.

#### WHO
Album WHO z 2019 roku zwrócił na siebie uwagę przede wszystkim piosenką Ball and Chain, która w swej strukturze jest utworem blues rockowym wyprodukowanym przy użyciu bogatej aranżacji oraz inżynierii dźwięku właściwej dla art rocka. Wielowymiarowe brzmienie cechuje także pozostałe piosenki na krążku. Głównie z tego powodu Roger Daltrey, udzielając wywiadów promocyjnych, uznał płytę WHO za największe osiągnięcie grupy od czasu Quadrophenii. Z kolei krytycy zauważyli balans pomiędzy klasyczną formułą The Who z czasów Who’s Next i nowoczesną muzyką radiową XXI wieku: jest w nich zarówno kontrkulturowy bunt, jak i pieczołowitość estetyczna z użyciem nowoczesnych metod nagrywania (m.in. użycie auto-tune’a oraz nowego typu syntezatorów).
Piosenki zawarte na płycie podejmują tematy społeczne (np. związane z pożarem wieżowca Grenfell lub nadużyciami w więzieniu Guantanamo) oraz biograficzne, dokonujące rozrachunku z byciem artystą minionej już epoki. Te ostatnie cechuje spora dawka autoironii (np. „Nie obchodzi mnie, że znienawidzisz tę piosenkę”, „nie mam nic przeciwko temu, aby grał ją inny facet, nie jest nowa ani różnorodna” lub „nigdy nie chciałbym zmądrzeć”). Najczęstszą formułą artystyczną pozostał tutaj protest song. Jednocześnie zauważa się, że Townshend przekornie nadał nowym piosenkom pewien rys niezgody na „spokojne zestarzenie się” grupy, jednocześnie kontynuując swoją renomę jednego z pierwszych muzyków rockowych, którzy zaczęli szczerze śpiewać o starości. WHO, będąc prawdopodobnie pożegnalnym albumem, jest zarazem w przewrotny sposób eponimiczny (zwykle płyta zatytułowana od nazwy zespołu bywa pierwszą lub jedną z pierwszych w dyskografii). To kolejny element gry prowadzonej przez Townshenda z wielbicielami The Who. W tym kontekście warto wspomnieć wypowiedź, w której Roger Daltrey, licząc 78 lat, wyznał, że „wciąż ma nadzieję, że umrze zanim się zestarzeje”, mając tym samym na myśli swój obecny stan ducha.

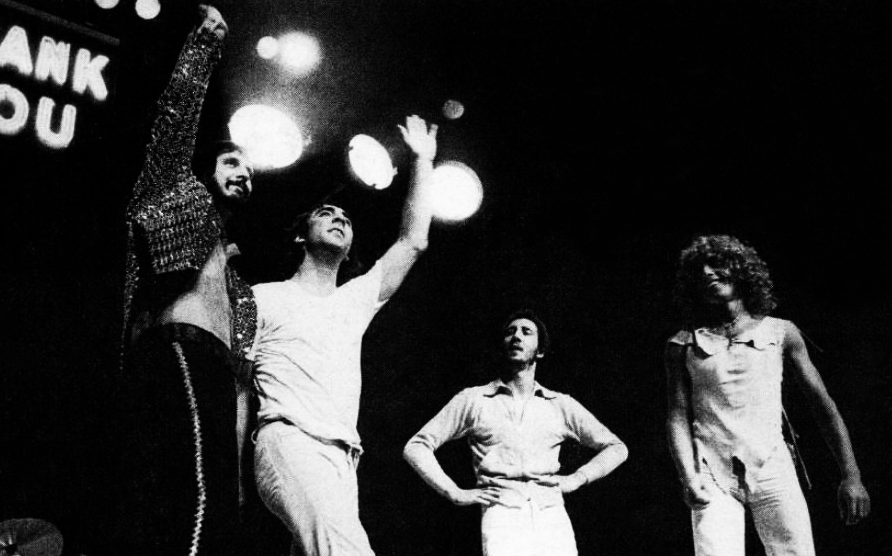
John Entwistle, Keith Moon, Pete Townshend i Roger Daltrey na koncercie The Who w 1976 roku

Okładkę zaprojektował ponownie popartowy artysta, Peter Blake.

## Produkcja i instrumentarium
Pete Townshend początkowo korzystał głównie z gitar Rickenbacker, choć później, zwłaszcza w momencie, gdy muzyka The Who stała się ostrzejsza, zostały one wymienione na Gibson SG Special oraz Gibson Les Paul. Używane były przez niego również elektryczny Gretsch 6120 oraz akustyczny Gibson J-200. Townshend korzystał przeważnie ze wzmacniacza Fender Bandmaster. John Entwistle początkowo korzystał z gitar basowych RotoSound, później zaś Fender Precision Bass, Fender Jazz Bass, Warwick, Gretsch oraz Guild Guitar Company. Keith Moon zazwyczaj korzystał z zestawu perkusyjnego firmy Premier.
Od połowy lat 70. na płytach The Who można usłyszeć semi-modularny syntezator monofoniczny ARP 2600. Od lat 90. zespół zaczął jednak korzystać z generowanego komputerowo matematycznego modelu alikwotów zaprojektowanego przez Lawrence’a Bella. Model ten został nazwany Lifehouse.

## Oddziaływanie i wpływ na inne zespoły
Na początku swojej działalności grupa The Who, zaliczana obok The Beatles, The Kinks oraz The Rolling Stones do wielkiej czwórki tzw. „brytyjskiej inwazji”, mocno wpłynęła na subkulturę modsów, cyganerię artystyczną swingującego Londynu, a także z ruch hippisowski. Z czasem zespół zaczął uchodzić za jedną z najbardziej wpływowych formacji rockowych.

### Wpływ koncertów oraz wizerunku scenicznego
The Who często określano mianem „jednego z najbardziej żywiołowych oraz intensywnych zespołów w historii rocka” (one of the most turbulent and intense acts in the genre’s history), ponieważ jego muzykę uznawano za najgłośniejszy oraz najbardziej buntowniczy spośród ówczesnych aktów kultury młodzieżowej. Dzięki temu The Who wyznaczyło standardy dla późniejszej sceny hardrockowej oraz punkowej. Uznaje się przy tym, że dwa zespoły późnych lat 60., The Who oraz The Rolling Stones, wypracowały zupełnie unikalny styl występów scenicznych. Podczas ich koncertów niejednokrotnie dochodziło do bójek przedstawicieli młodzieżowych subkultur oraz manifestacji niezadowolenia, co wprowadziło muzykę rockową na pułap istotnego społecznie głosu pokolenia. Bono z zespołu U2 tak opisywał wrażenie, jakie wywierała twórczość The Who na młodsze pokolenie muzyków:
Wybijali okna, trzęśli ziemią, przyprawiali nas o dreszcze. Nie będzie przesadą, jeśli powiemy, że The Who był niegdyś najgłośniejszym zespołem na świecie; ustanowili w tej dziedzinie rekord Guinessa. Ich styl ewoluował, od przestylizowanej kultury mods do eksplodującej anarchii i energii. Po ich potężnych występach życie nie było już takie samo.

Z kolei Dave Alexander z zespołu The Stooges wspominał:
[koncert The Who] był dla mnie pierwszym doświadczeniem absolutnego szaleństwa; nigdy wcześniej nie widziałem na scenie ludzi tak szalonych i niebezpiecznych, a wtedy zrozumiałem, że chcę robić to samo
Wpływ na kolejne pokolenia muzyków odegrał również sceniczny spektakl destrukcji, podczas którego Townshend oraz Moon publicznie niszczyli instrumenty muzyczne na zakończenie koncertu. W ślad za The Who podążyli Jimi Hendrix, Jeff Beck, członkowie grupy KISS oraz Nirvana. Do „sztuki destrukcji” (art of destruction) jako znaku rozpoznawczego Townshenda nawiązuje również okładka albumu The Clash, London Calling z 1979 roku.

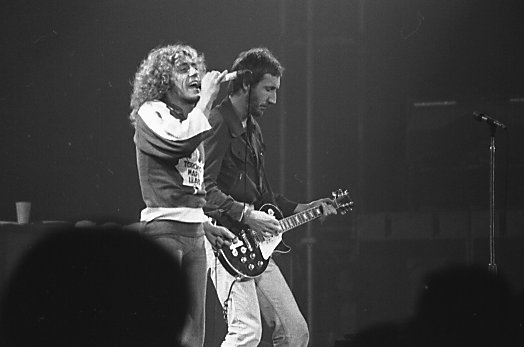
Roger Daltrey i Pete Townshend na koncercie The Who w Maple Leaf Gardens, w Toronto, 21 października 1976 roku

Muzycy wylansowali również przekorne stroje z widniejącą flagą Wielkiej Brytanii, czyli tzw. „union jacks”, których użycie w kontekście występu rockowego stanowiło sporą kontrowersję. Budziło to fascynację zwłaszcza w kontekście mocno społecznego i antyestablishmentowego przekazu wczesnych piosenek The Who. W późniejszym czasie trend ten upowszechnił się wśród wykonawców muzyki brytyjskiej. Odwoływali się do niego zwłaszcza muzycy z grupy Sex Pistols.

### Wpływ stylu muzycznego
Zespołowi przypisuje się prekursorstwo względem szeregu gatunków, takich jak punk rock, hard rock, rock stadionowy, synth pop, power pop, art rock, rock garażowy, opera rockowa, rock koncepcyjny, rock albumowy, brit pop, rock alternatywny, new wave, meta-rock, a nawet rock eksperymentalny oraz doom metal. Pionierski wkład The Who w muzykę rockową obejmował także:
- świadome i kontrolowane wykorzystanie gitarowego sprzężenia zwrotnego (zwłaszcza podczas koncertów na żywo)[223];
- wprowadzenie power chordów[27][224];
- użycie wzmacniaczy Marshalla[223];
- syntezatorowej kompozycji algorytmowej (m.in. Baba O’Riley, Won’t Fooled Again, Eminence Front czy I’ve Known No War)[225][183].

Agresywna i mocna muzyka The Who wywarła znaczący wpływ na takie formacje jak Cream, The Jimi Hendrix Experience, Led Zeppelin, Deep Purple, Rush lub The Jam. W tym kontekście stały się zresztą znane wypowiedzi Townshenda, który zarzucał grupie Led Zeppelin kopiowanie szeregu rozwiązań wprowadzonych przez The Who na przełomie lat 60. i 70. Niektórzy krytycy muzyczni są zdania, że wizerunek sceniczny Roberta Planta był inspirowany Rogerem Daltreyem.
Piosenkę My Generation coverował m.in. zespół Iron Maiden, wydając singiel Lord of the Flies z 1996 roku. Utwór Won’t Get Fooled Again był wielokrotnie wykonywany przez zespół Van Halen.
The Who była grupą, która zyskała miano „ojców chrzestnych punk rocka”. Niektórzy uznają debiut, My Generation, za właściwe początki punka. Inspirujące dla tego nurtu były również destrukcyjne zachowania Pete’a Townshenda oraz Keitha Moona. Z tego powodu muzyka The Who stała się punktem odniesienia dla MC5, Sex Pistols, Ramones czy The Clash. Steve Jones oraz Paul Cook uznali zresztą Pete’a Townshenda za kluczową postać dla rodzącej się u progu lat 80. niezależnej sceny punkowej.
Patti Smith wykonała piosenkę My Generation podczas występu na żywo w Agora Theatre and Ballroom, 26 stycznia 1976. Utwór został umieszczony w dodatkach bonusowych do wznowienia płyty Horses.
Muzyka The Who stanowi nieustanną inspirację dla nurtu zwanego britpop. Mowa zwłaszcza o zespołach takich jak Blur, Oasis, Suede czy Stone Roses.
The Who był jednym z pierwszych zespołów, które tworzyły rock opery oraz albumy koncepcyjne, inspirując takich artystów jak David Bowie, Queen, Pink Floyd czy Flaming Lips.
W 2012 roku powstał krążek Who Are You: An All-Star Tribute To The Who, będący zapisem koncertu ku czci grupy The Who. Wystąpili na nim Iggy Pop, Todd Rundgren, Pat Travers, Gretchen Wilson i Terry Reid, a także muzycy takich zespołów jak The Kinks, Sweet, Vanilla Fudge, Yes, Cream, King Crimson, Wishbone Ash, Asia, Deep Purple, Rainbow, Mountain, Porcupine Tree, Judas Priest, Dream Theater, Mahavishnu Orchestra, MC5, The Guess Who, Def Leppard, Hawkwind, Paul Revere & the Raiders, The Vibrators, The Raveonettes, Herman’s Hermits, Blues Image, Night Ranger.

## Nagrody i odznaczenia
W 1990 roku grupa The Who została wprowadzona do Rock and Roll Hall of Fame jako „formacja, którą wielu uznaje za pretendenta do miana największego zespołu rockowego wszech czasów” (prime contenders, in the minds of many, for the title of World’s Greatest Rock Band). Ceremonii przewodził oraz laudację wygłosił zespół U2. Singiel My Generation oraz albumy Tommy i Who’s Next zostały również wprowadzone do Grammy Hall of Fame. W 2001 roku grupa otrzymała nagrodę Grammy Lifetime Achievement Award za „wybitny wkład na polu nagrywania muzyki”, a w 2005 roku wprowadzono ją do UK Music Hall of Fame.
W 2008 roku Pete Townshend oraz Roger Daltrey zostali odznaczeni nagrodą Kennedy Center Honors.
12 sierpnia 2012 roku grupa wystąpiła w ceremonii zamknięcia XXX Letnich Igrzysk Olimpijskich w Londynie.

## Nawiązania w kulturze popularnej
- Piosenki Baba O’Riley oraz Won’t Get Fooled Again wykorzystano w filmie Spike’a Lee Summer of Sam 1999 roku[242].
- Piosenka „The Seeker” pojawiła się w filmie American Beauty z 1999 roku[243].
- Piosenki The Who wykorzystano w serialach z cyklu CSI: Crime Scene Investigation produkowanych przez Jerry’ego Bruckheimera jako utwory czołówkowe. Są to Who Are You w serialu Kryminalne zagadki Las Vegas, Won’t Get Fooled Again w Kryminalnych zagadkach Miami i Baba O’Riley w Kryminalnych zagadkach Nowego Jorku[244].
- Zespół pojawił się w 2 odcinku, 12 sezonu serialu animowanego Simpsonowie, A Tale of Two Springfields, wykonując w finałowej scenie piosenkę Won’t Get Fooled Again[245].
- Piosenka Substitute pojawiła się w filmie Szkoła rocka z 2003 roku[246].
- Piosenka Won’t Get Fooled Again pojawiła się w filmie Kostka przeznaczenia z 2006 roku. Grupa została w nim przedstawiona jako jedna z głównych inspiracji dla Tenacious D[247].
- W 2022 roku grupa Tenacious D opublikowała na swoim kanale YouTube’owym The Who Medley złożony z fragmentów Pinball Wizard oraz Go To The Mirror w autorskim (komediowym) wykonaniu[248].

## Skład

### Obecny skład
- Roger Daltrey – śpiew, harmonijka ustna (od 1964)[249]
- Pete Townshend – gitara, instrumenty klawiszowe, śpiew (od 1964)[250]
- Simon Townshend – gitara, śpiew (1996–1997 od 2002)[251]
- Pino Palladino – gitara basowa (od 2002)[252]
- Zak Starkey – perkusja (1996-2025, od 2025)[251]

### Były skład
- Keith Moon (zmarły) – perkusja (1964–1978)[253]
- John Entwistle (zmarły) – gitara basowa, instrumenty klawiszowe, śpiew (1964–2002)[254]
- Kenney Jones(inne języki) – perkusja (1978–1988)[69]
- Simon Phillips – perkusja (1989)[255]
- John Bundrick(inne języki) – keyboard (1979–2011)[256]
- Steve Bolton – gitara (1989)[257]

## Dyskografia
- My Generation (1965)[258]
- A Quick One (1966)[259]
- The Who Sell Out (1967)[260]
- Tommy (1969)[261]
- Who’s Next (1971)[262]
- Quadrophenia (1973)[263]
- The Who By Numbers(inne języki) (1975)[264]
- Who Are You (1978)[265]
- Face Dances(inne języki) (1981)[266]
- It’s Hard(inne języki) (1982)[267]
- Endless Wire (2006)[268]
- Who (2019)[269]

### Publikacje w języku polskim
- Michał Gołębiowski: Bezkres poranka. O teologii poetyckiej i teologiach kontrkultury. Kraków: Tyniec, 2020.
- Michał Gołębiowski. Dzieci kwiaty i odnowa transcendencji. „Więź”, 2022.
- Michał Gołębiowski: Słodka ziemia. O kulturze wyczerpania i powrotach nadprzyrodzoności. Kraków: Tyniec, 2023.
- Michał Gołębiowski: Życie to ocean, czyli witalny mistycyzm kontrkultury. 2021.
- Jerzy Jarniewicz: All You Need Is Love. Sceny z życia kontrkultury. Kraków: Znak, 2016.
- Jerzy Jarniewicz: Bunt wizjonerów. Kraków: Znak, 2019.
- Pete Townshend: Kim jestem. Wrocław: Bukowy Las, 2012.

### Publikacje w języku angielskim
- John Atkins: The Who on Record: A Critical History, 1963-1998. London: McFarland, 2020.
- Andy Bennett, Jon Stratton: Britpop and the English Music Traditio. Farnham: Ashgate Publishing, 2010.
- Mark Blake: Pretend You’re In A War: The Who & The Sixties. London: Aurum Press, 2015.
- Roger Daltrey: Thanks a lot Mr Kibblewhite: My Story. London: Blink Publishing, 2018.
- Tim Ewbank, Hildred Stafford: Roger Daltrey: The Biography. London: Piatkus, 2012.
- Barry J. Faulk: British Rock Modernism, 1967-1977: The Story of Music Hall in Rock. London: Ashgate Pub Co., 2010.
- Tony Fletcher: Dear Boy: The Life of Keith Moon. London: Omnibus Press, 1998.
- Geoffrey Giuliano: Behind Blue Eyes: The Life of Pete Townshend. Washington: Cooper Square Press, 2002.
- Steve Grantley, Alan Parker, Sean Body: The Who by Numbers: The Story of The Who Through Their Music. London: Helter Skelter Pub., 2010.
- Bob Gulla: Guitar Gods. The 25 Players Who Made Rock History. London: Greenwood Press, 2009.
- Richard Houghton: The Who. I Was There. Penryn, Cornwall: Red Planet, 2017.
- Dave Marsh: Before I Get Old: The Story of The Who. London: Plexus Publishing, 1983.
- Dave Marsh: The Who Sell Out. London: Polydor, 1995.
- Ben Marshall, Pete Townshend, Roger Daltrey: The Who: The Official History. London: Random House, 2020.
- Andy Neill, Matt Kent: Anyway Anyhow Anywhere. The Complete Chronicle of The Who. 1958-1978. London: Virgin Books, 2007.
- James E. Perone: Mods, Rockers, and the Music of the British Invasion. London: Praeger, 2008.
- Simon Philo: British Invasion: The Crosscurrents of Musical Influence. London: Rowman & Littlefield, 2014.
- Matt Resnicoff: Who Are You. London: Polydor, 1996.
- Doug Sandom: The Who Before the Who. London: Christopher Hutchins Limited, 2014.
- Scott Schnider, Andy Schwartz: Icons of Rock. An Encyclopedia of the Legends Who Changed Music Forever. London: Greenwood Press, 2008.
- Peter Stanfield: A Band with Built-In Hate: The Who from Pop Art to Punk. London: Reaktion Books, 2021.
- Pamela Thurschwell: Quadrophenia and Mod(ern) Culture. London: Palgrave Macmillan, 2018.
- Chris Welch: The Who. The Story of the Band That Defined a Generation. London: Carlton Books, 2015.